# Episodi di The Originals (seconda stagione)
La seconda stagione della serie televisiva The Originals, composta da ventidue episodi, è stata trasmessa sul canale statunitense The CW dal 6 ottobre 2014 all'11 maggio 2015.
In Italia, la stagione è stata trasmessa in prima visione assoluta dal 22 febbraio al 21 giugno 2015 su Mya di Mediaset Premium. È stata trasmessa in chiaro dal 9 giugno al 27 luglio 2016 su La5 (episodi 1-4) e TOP Crime (episodi 5-22).
Durante questa stagione entra nel cast principale Yusuf Gatewood, dopo essere comparso come guest star. Claire Holt ricompare come guest star. Nina Dobrev di The Vampire Diaries compare come guest star.
Gli antagonisti principali sono Esther, Mikael, Kol e Finn Mikaelson e la strega Dahlia.
| n° | Titolo originale              | Titolo italiano             | Prima TV USA     | Prima TV Italia  |
| -- | ----------------------------- | --------------------------- | ---------------- | ---------------- |
| 1  | Rebirth                       | Rinascita                   | 6 ottobre 2014   | 22 febbraio 2015 |
| 2  | Alive and Kicking             | Vivi e vegeti               | 13 ottobre 2014  | 1º marzo 2015    |
| 3  | Every Mother's Son            | Ad ognuno il proprio figlio | 20 ottobre 2014  | 8 marzo 2015     |
| 4  | Live and Let Die              | Vivi e lascia morire        | 27 ottobre 2014  | 15 marzo 2015    |
| 5  | Red Door                      | La porta rossa              | 3 novembre 2014  | 22 marzo 2015    |
| 6  | Wheel Inside the Wheel        | Il ritorno del padre        | 10 novembre 2014 | 29 marzo 2015    |
| 7  | Chasing the Devil's Tail      | L'orchidea marelok          | 17 novembre 2014 | 5 aprile 2015    |
| 8  | The Brothers That Care Forgot | Fratelli per sempre         | 24 novembre 2014 | 12 aprile 2015   |
| 9  | The Map of Moments            | Vecchi rancori              | 8 dicembre 2014  | 19 aprile 2015   |
| 10 | Gonna Set Your Flag on Fire   | L'inizio della fine         | 19 gennaio 2015  | 26 aprile 2015   |
| 11 | Brotherhood of the Damned     | L'esercito dei dannati      | 26 gennaio 2015  | 3 maggio 2015    |
| 12 | Sanctuary                     | Il segreto                  | 2 febbraio 2015  | 10 maggio 2015   |
| 13 | The Devil is Damned           | Patto con il diavolo        | 9 febbraio 2015  | 17 maggio 2015   |
| 14 | I Love You, Goodbye           | Lo sposalizio               | 16 febbraio 2015 | 24 maggio 2015   |
| 15 | They All Asked for You        | Il dubbio                   | 9 marzo 2015     | 31 maggio 2015   |
| 16 | Save My Soul                  | Salva la mia anima          | 16 marzo 2015    | 31 maggio 2015   |
| 17 | Exquisite Corpse              | Dentro la mente di Eva      | 6 aprile 2015    | 7 giugno 2015    |
| 18 | Night Has a Thousand Eyes     | Padre e figlio              | 13 aprile 2015   | 7 giugno 2015    |
| 19 | When the Levee Breaks         | L'ultimatum                 | 20 aprile 2015   | 14 giugno 2015   |
| 20 | City Beneath the Sea          | La verità di Dahlia         | 27 aprile 2015   | 14 giugno 2015   |
| 21 | Fire with Fire                | Occhio per occhio           | 4 maggio 2015    | 21 giugno 2015   |
| 22 | Ashes to Ashes                | Cenere alla cenere          | 11 maggio 2015   | 21 giugno 2015   |

## Rinascita
- Titolo originale: Rebirth
- Diretto da: Lance Anderson
- Scritto da: Marguerite MacIntyre e Julie Plec

### Trama
L'episodio si apre con Rebekah, nella sua nuova casa, insieme a Hope, l'Originale mette a dormire la sua nipotina raccontandole come fiaba la storia di suo padre, del fatto che si è dovuto separare dalla sua bambina per proteggerla, e di come lui stia combattendo a New Orleans contro i suoi nemici per fare in modo che sua figlia torni da lui. Sono passati diversi mesi da quando Klaus e Hayley si sono separati da Hope, i licantropi Guerrera hanno preso il controllo dei quartieri francesi, dove i vampiri non possono più mettervi piede, Davina ha abbandonato la congrega delle streghe, Marcel e Camille continuano ad andare a letto insieme, Hayley passa quasi tutto il suo tempo (nella sua forma di bestia) nella palude, inoltre cerca di adattarsi alla sua nuova condizione di ibrido, Klaus invece è rintanato in casa sua e non parla mai con Hayley. Finn e Esther continuano a creare anelli lunari per i licantropi fedeli ai Guerrera, a New Orleans giungono licantropi da ogni dove per poter godere del potere dei gioielli. Francesca è preoccupata, sicura del fatto che Klaus farà la sua mossa, infatti lui e Elijah hanno individuato i lupi che hanno l'anello, dato che loro rappresentano l'unica vera minaccia per l'Ibrido Originale, visto che a ogni notte di luna piena i gioielli prendono potere da lui indebolendolo. Davina continua a tenere prigioniero Mikael, il quale è in possesso del paletto di legno della quercia bianca, l'unica arma che può uccidere Klaus, ma Davina non vuole ancora decretare la morte di Klaus finché non saprà come sciogliere il legame di sangue che lo lega a Marcel e Josh, i quali morirebbero se l'ibrido facesse la stessa fine. Klaus, Elijah, Hayley e Marcel intendono uccidere i Guerrera durante la notte, nonostante ci sia luna piena, intanto Francesca fa pedinare Camille da alcuni licantropi, la ragazza li indirizza verso una trappola, infatti Marcel li indebolisce con lo strozzalupo, inoltre uccide i lupi che portano l'anello. Un gruppo di licantropi, tra cui figura Oliver, cerca di fare irruzione nella villa di Klaus, ma Hayley uccide i lupi con l'anello, infine toglie il gioiello a Oliver decidendo di risparmiarlo. Elijah fa visita a Francesca nella sua villa, la donna lupo si sente al sicuro visto che l'Originale non può entrare senza il suo permesso, ma Elijah aveva fatto riportare la villa della donna tra i beni storici di New Orleans, quindi è accessibile a chiunque, il vampiro entra in casa sua e uccide i lupi con l'anello, così facendo Klaus riacquista sempre più potere. Elijah decide di far scappare Francesca, la quale fugge via in auto, ma solo per permettere a Hayley di ucciderla. La ragazza raggiunge Francesca fermandola e, forte dei suoi poteri di ibrido, la uccide. Hayley parla con Elijah, la ragazza è disperata perché quando era un lupo sentiva la purezza dentro di lei, ora invece sente di essere solo un'assassina, dato che ha appena ucciso i suoi simili, inoltre si è resa conto del fatto che Elijah non la guarda più come prima. Camille decide di chiudere con Marcel perché lei vuole una vita normale, che non avrà mai al fianco del vampiro. Intanto Marcel e Josh decidono di arruolare altri vampiri reclutando umani, solo una ragazza di nome Gia sembra avere i requisiti giusti che Marcel cerca. Klaus e Elijah distruggono gli anelli, ma nonostante tutto l'ibrido non è soddisfatto perché è stata la sua crudeltà a portarli a questo punto, rimproverando se stesso per non essersi preso cura di Hayley e Hope come doveva, invece che concentrarsi solo nel suo ruolo di re, ma Elijah è ancora fiducioso in suo fratello e nella sua redenzione. Davina incontra un ragazzo di nome Kaleb, col quale fa amicizia, intanto Finn, nel corpo di Vincent, si avvicina a Camille facendo finta di volerla aiutare nei suoi studi. Klaus parla con Hayley, promettendole che Hope tornerà da loro, ma che prima deve riportare la pace tra le diverse comunità di New Orleans, e che per farlo ha bisogno pure del suo aiuto, perché loro sono una famiglia. Alla fine si scopre che Kaleb in realtà è Kol Mikaelson, che ha preso possesso del corpo del giovane stregone, lui intende sconfiggere Klaus aiutando Finn e Esther, quest'ultima ha intenzione di organizzare una "riunione di famiglia".
- Special guest star: Claire Holt (Rebekah Mikaelson).
- Guest star: Daniel Sharman (Kaleb Westphall/Kol Mikaelson), Steven Krueger (Josh Rosza), Sebastian Roché (Mikael), Natalie Dreyfuss (Cassie/Esther), Yusuf Gatewood (Vincent Griffith/Finn Mikaelson), Peta Sergeant (Francesca Correa), Chase Coleman (Oliver), Nishi Munshi (Gia).
- Altri interpreti: Yohance Myles (Joe), Jessejames Locorriere (Uomo 1), Juan Pablo Veza (Fratello 3), Allen Warchol (Fratello 4), Damon Lipari (Licantropo di Cami 1), Hakim Callender (Licantropo di Cami 2).
- Ascolti USA: telespettatori 1 360 000 – share (18–49 anni) 2%[2]

## Vivi e vegeti
- Titolo originale: Alive and Kicking
- Diretto da: Jeffrey Hunt
- Scritto da: Michelle Paradise e Michael Narducci

### Trama
L'episodio inizia con un flashback che ci riporta in Spagna, nell'anno 1702. Qui, mentre la città di Cadice sta bruciando per mano di Mikael, Elijah e Klaus si dirigono da Kol. Dopo avergli ripetuto più volte di fuggire, egli non si smuove annunciando il suo volere: quello di restare. Ma ai due fratelli non va bene, così Klaus lo pugnala. Nel presente, Kol è tornato dalla morte per mano di Esther e si gode di nuovo la vita nel corpo di Kaleb. In casa Mikaelson, Elijah fa i conti con i problemi di Hayley, la quale sta vivendo la sua nuova natura di ibrido uccidendo le streghe insieme a Klaus. Marcel sta ideando una nuova comunità di vampiri. Elijah scopre il tutto ma propone un'offerta: se Marcel l'avesse aiutato a trovare il paletto di quercia bianca, lui avrebbe permesso che la nuova comunità di vampiri non sarebbe stata toccata. Intanto, Davina tiene Mikeal sotto controllo mentre prova a cercare un incantesimo che possa liberare Josh e Marcel dal legame di sangue che hanno con Klaus. Klaus ed Hayley sono nel Bayou per cercare i lupi che prima vivevano lì. Davina va da Marcel e quest'ultimo le chiede di trovare il paletto di quercia bianca, ma lei si rifiuta vedendo che Marcel lo fa solo perché lo chiede Elijah. Nel Bayou, Klaus e Hayley trovano il branco di lupi e con loro Oliver. Hayley spiega che per essere uniti hanno bisogno di un qualcuno che li guidi. Detto questo, dice che lei si troverebbe bene in questo ruolo. Ma Oliver non accetta dicendole che oramai Hayley non fa parte più di quel branco dato il fatto che è un ibrido. Klaus a quel punto lo attacca, ma dopo che Hayley gli dice di non fargli del male, lo libera dicendole che i lupi le devono più rispetto. Mentre Elijah e Marcel sono in città, un altro flashback viene mostrato. Il piccolo Marcel assiste ad un raccapricciante spettacolo messo a punto da Kol. Dopo aver ammesso esplicitamente che quello che stava facendo fosse una pazzia, Elijah attacca Kol, ma viene fermato da Klaus, il quale decide di pugnalare il fratello minore. Nel presente, Elijah dice a Marcel che è proprio Davina ad avere il paletto di quercia bianca e che farà di tutto pur di riaverlo indietro. Davina è con Kaleb ma improvvisamente vengono attaccati. Mikeal, arriva per richiamo di Davina, e uccide tutti. Quando scopre che il braccialetto che lo controllava non è sul polso di Davina, decide di ucciderla ma quest'ultima viene salvata da Elijah che incredulo vede il padre. Padre e figlio lottano, ma Mikeal sembra avere la meglio. Proprio mentre sta per morire, Elijah viene a sua volta salvato da Davina che intanto aveva ritrovato il bracciale. Klaus arriva al cimitero per cercare Cassie, la strega che crea anelli lunari senza il suo permesso. Dopo una piccola conversazione, Klaus ha un brutto presentimento sulla strega. Tornato a casa, spiega ad Elijah del suo incontro con la strega, rivelandogli che non è semplicemente controllata dalla madre, ma che è proprio la loro madre. Elijah è confuso e dopo aver detto al fratello che anche loro padre è tornato, i due cominciano ad ideare un piano per ucciderli. Kaleb/Kol arriva dalla madre e scopre che è stata Esther ad ordinare l'attacco mentre Finn controllava la soffitta della chiesa dove Davina custodiva la sua arma. Quando Esther chiede quale fosse questa potente arma, Kol le dice di aver perso i sensi a seguito della botta subita a causa di un licantropo, quindi mente alla madre sul ritorno di Mikael. In città, Marcel e Elijah incontrano Gia, la quale viene uccisa da Marcel. La ragazza però non è morta: è in transizione e Marcel chiede ad Elijah di farle da mentore.
- Guest star: Nathaniel Buzolic (Kol Mikaelson), Sebastian Roché (Mikael), Daniel Sharman (Kaleb Westphall/Kol Mikaelson), Natalie Dreyfuss (Cassie/Esther), Yusuf Gatewood (Vincent Griffith/Finn Mikaelson), Nishi Munshi (Gia), Chase Coleman (Oliver).
- Altri interpreti: McCarrie McCausland (Marcel da giovane), Matt Felten (Amleto), Jonathan Horne (Laerte), Troy Willis (Re Claudio), Scott Parks (Ragazzo).
- Ascolti USA: telespettatori 1 290 000 – share (18–49 anni) 2%[3]

## Ad ognuno il proprio figlio
- Titolo originale: Every Mother's Son
- Diretto da: Dermott Downs
- Scritto da: Christopher Hollier

### Trama
Elijah, Klaus e Hayley notano che qualcuno ha portato in casa un servizio da tavola compreso di ogni tipo di cibo. Dopo essersi domandati tra loro chi fosse stato, si scopre essere stata Esther che li invita a una cena di Famiglia. Elijah va da Marcel chiedendogli di cercare una strega, così con Gia, va alla ricerca di Lenore, una strega che ha fatto l'incantesimo dell'anello solare a Marcel per darlo alla stessa Gia. A casa Mikaelson, Klaus e Hayley discutono. Klaus racconta come sua madre sia arrivata al punto di impazzire, dapprima perdendo due figli e poi perdendo anche il suo amante dal quale aveva avuto lo stesso Klaus. Elijah e Gia arrivano da Lenore alla quale chiedono come fare per far sì che Esther non salti più da un corpo all'altro. La strega dice che c'è un modo in cui poter sapere quando una persona è impossessata dalla strega originale, ma per questo ha bisogno di un oggetto da lei stregato. Dopo che Elijah e Gia se ne vanno, Finn, però, fa visita alla strega la quale viene catturata per essere interrogata. Klaus va da Marcel, e da lui prende una collana che Esther aveva dato al figlio quando era un bambino, dicendogli che era per proteggerlo: sarà questo l'oggetto che Lenore utilizzerà per l'incantesimo per marchiare l'anima di Esther. Giunta la sera, Klaus e Elijah sono pronti per la cena. Arriva per primo il fratello maggiore, Finn. Dopo aver chiacchierato su ciò che si è perso e su ciò che lui non ha avuto a causa dei fratelli minori arriva Esther. Klaus va subito al punto: chiede perché la madre sia lì. Esther dice che vuole riunire la famiglia, ma comunque il figlio continua a non crederci. Dopo aver detto al figlio di non aver fatto altro cheproteggerlo, Klaus scopre un sconcertante verità. In un flashback viene mostrato Klaus, ferito dopo aver sfidato a duello suo padre, il quale voleva prendersi la collana con lo storno che la madre gli aveva regalato come premio. Mikael, dopo averlo sconfitto, gli aveva tolto la collana e Klaus, furioso, lo ha sopraffatto ma, dopo aver ripreso la collana nelle proprie mani, Mikael ha reagito e gli ha trafitto la spalla con la spada. Dopo aver ricordato Klaus capisce: il ciondolo serviva non per proteggerlo, bensì per renderlo debole al fine di non dover mai uccidere nessuno perché in questo modo avrebbe attivato la maledizione del licantropo. Dopo essersi infuriato con la madre per il fatto di averlo reso debole davanti ad un uomo che avvalorava solo la forza e che per questo lo ha disprezzato, questa abbandona il corpo di Cassie. Intanto, Hayley è con la strega e aspetta che l'incantesimo volga al termine. Esther entra nel corpo di Lenore appena l'incantesimo è finito, così Hayley riesce a vedere il segno sul braccio di Lenore, riuscendo a capire che Esther è nel suo corpo. Klaus e Elijah raggiungono Hayley. Esther propone a Hayley di ricominciare una nuova vita in un nuovo corpo per poi andarsene. A casa Mikaelson, I due fratelli e Hayley discutono. Quest'ultima dice che è un po' combattuta sul fatto di cambiare vita perché la sua non è poi tanto bella. Klaus dice ad Elijah che da sempre è stato un uomo debole per colpa della madre, ma il fratello lo rassicura dicendogli che è sempre stato il più forte ed impetuoso di tutti e che nessuno, neanche coloro che volevano la sua distruzione, l'hanno battuto. Nella scena finale, Esther dice a Finn che alla fine Klaus e Elijah pregheranno per essere salvati dopo che lei avrà distrutto la loro vita e che lei, per amore, li accontenterà.
- Guest star: Chase Coleman (Oliver), Alice Evans (Esther), Natalie Dreyfuss (Cassie/Esther), Yusuf Gatewood (Vincent Griffith/Finn Mikaelson), Sonja Sohn (Lenore Shaw/Esther), Nishi Munshi (Gia).
- Altri interpreti: Aiden Flowers (Klaus Mikaelson da bambino), Perry Cox (Elijah Mikaelson da bambino), Callie McClincy (Rebekah Mikaelson da bambina), Voltaire Council (Finn Mikaelson da bambino).
- Ascolti USA: telespettatori 1 270 000 – share (18–49 anni) 2%[4]

## Vivi e lascia morire
- Titolo originale: Live and Let Die
- Diretto da: Jeffrey Hunt
- Scritto da: Ashley Lyle e Bart Nickerson

### Trama
Esther, ora nel corpo della strega Lenore, ha deciso di rivolgere la sua attenzione a Marcel e i suoi seguaci, e a questo scopo invia un gruppo di licantropi ad intimare loro di lasciare lo stabile entro il giorno dopo in quanto non più ammessi nel quartiere. Intanto, Finn nei panni di Vincent, diviene il mentore di Cami, la quale durante una seduta gli confessa di essere stata attratta da due uomini, uno sexy, intelligente e premuroso (si intuisce che sia Marcel) e l'altro arrabbiato, sfiduciato e cattivo ma al cui interno ha visto della bontà (è chiaro che si riferisca a Klaus), concludendo che in ogni caso entrambi questi esseri "unici" non fanno per lei perché troppo diversi. Elijah ed Hayley hanno un piccolo diverbio in quanto a seguito delle minacce dei licantropi ai vampiri l'Originale è in allerta, ma Hayley non vuole che si faccia del male alla sua gente. Nel frattempo, Davina è scomparsa da qualche giorno e attraverso una telefonata fatta a Camille si scopre che si è ritirata in un posto sicuro con Mikael, il padre di Klaus legato a lei da un incantesimo per il quale non può staccarsi da Davina se non per suo ordine. Al termine della chiamata, dietro le spalle di Cami compare Klaus: i due non si vedono da mesi dopo che Klaus ha intimato alla giovane di stargli lontana per evitare che potesse essere ferita dai suoi nemici. Klaus ascoltando la telefonata capisce dai rumori di sottofondo dove possa trovarsi Davina e chiede a Cami di aiutarlo a farla ragionare sulla questione riguardante Mikael, altrimenti l'alternativa sarebbe tentare di ucciderla.
Esther tenta un incantesimo di localizzazione per rintracciare Davina poiché convinta che lei possieda il paletto di quercia bianca, l'unico strumento in grado di uccidere gli Originali, ma la strega ha bloccato ogni incantesimo di questo tipo per non essere rintracciata; Esther intima a suo figlio Kol/Kaleb di trovare Davina e portarle quel paletto.
Intanto, la giovane strega si trova da sola con Mikael in una vecchia tenuta di famiglia e a seguito delle provocazioni del vampiro che la definisce una debole perché Davina non vuole ancora che Mikael uccida Klaus finché non troverà l'incantesimo adatto a spezzare il legame tra Klaus e tutti coloro che ha trasformato in vampiri, cosicché uccidendo Klaus non muoiano anche Marcel e il suo amico Josh, la giovane strega chiede a Mikael di insegnarle ad essere forte.
Marcel sta parlando con i suoi vampiri cercando di prepararli alla lotta, e alla domanda di Josh su come faranno mai a prepararsi in un solo giorno, arriva Elijah che uccide improvvisamente due di loro dicendo che la lezione numero uno è quella di non abbassare mai la guardia, e lasciando intendere che li aiuterà a prepararsi al combattimento.
Contemporaneamente, Mikael sta impartendo la stessa lezione a Davina: intaglia su un bastone lo stemma di famiglia, le dice che le madri amano i figli ma sono i padri a renderli forti e le intima di non abbassare la guardia e di sopportare il dolore per non lasciare che il nemico possa intravedere la sua debolezza.
Vincent/Finn sta reclutando giovani adolescenti perché nella prossima notte, la notte della Luna Sanguineus, uccidano un essere umano attivando così la loro maledizione di licantropi e aumentando le file dei suoi alleati, sotto gli occhi increduli di Oliver e Aiden che non sono d'accordo con il vampiro, soprattutto perché tra i giovani reclutati vi è il fratello minore di Aiden. Intanto Davina chiama Kol/Kaleb dicendogli dove si trova e di portarle l'occorrente per curare una caviglia slogata.
Elijah sta insegnando a Gia a combattere quando arriva Hayley insieme ad Aiden e Oliver i quali chiedono aiuto a Marcel per trovare i giovani licantropi che Finn vuole reclutare e portarli lontano dal Quartiere.
In un bar, Klaus e Cami stanno parlando; l'Originale le racconta i propositi dei suoi perfidi genitori, e della sua volontà di vendicarsi per il male che gli hanno fatto uccidendoli con il coltello stregato di Papà Tunde, ma Cami vuole fargli comprendere che nella vita bisogna combattere non solo contro qualcuno ma soprattutto per qualcuno o qualcosa e che ci sono molte cose belle e non solo brutti momenti e lo invita a ballare. Durante il lento, i loro visi si sfiorano, ma Klaus scappa via.
Kaleb/Kol aiuta Davina a medicare la ferita e le fa alcune domande sull'incantesimo che Davina sta cercando di fare ma lei non vuole rispondere, così Kol le dice che potrà confidarsi con lui quando si sentirà pronta; tuttavia, dopo averla messa a letto, trova il pugnale di quercia bianca curiosando nella stanza e riesce quasi a prenderlo se non fosse fermato da Mikael, con il quale stringe un accordo: lui promette di non fargli del male e Kol (che non rivela al padre la propria identità) romperà l'Incantesimo del braccialetto che tiene legato Mikael alla giovane strega. Marcel, Elijah, Hayley e Aiden cercano di ideare un piano per fermare Finn/Vincent, il quale vuole spaventare la fazione umana che ancora non è dalla loro parte inviando le giovani reclute per ucciderli e contemporaneamente attivare la maledizione che gli consentirà di mettere su un piccolo esercito di licantropi. Durante il tragitto, Gia e Marcel creano un diversivo per distrarre i licantropi mentre Oliver, Josh ed Hayley portano via i ragazzi, per farli arrivare nel Bayou e metterli in salvo.
Tuttavia, il piano si rivela una trappola per Elijah in quanto rimasto con Oliver ad aspettare i licantropi, scopre che in realtà il fine di Esther era catturare proprio il figlio, Elijah dà la possibilità ai lupi di andare via per non rompere la promessa fatta ad Hayley di non far del male alla sua gente, ma quando capisce che non c'è nulla da fare lui e Oliver si alleano e uccidono tutti i licantropi giunti li per catturarlo. Purtroppo, arriveranno Finn ed Esther la quale pugnalerà Elijah.
Klaus arriva nel luogo in cui è nascosta Davina, ma la strega avvisata da Cami e aiutata da Kol fa un incantesimo per celare la sua presenza e quella di Mikael, perciò loro vedono chiaramente Klaus dalla finestra, ma Klaus non può vedere loro. Mikael attende il figlio con il paletto di quercia bianca in mano, pronto a pugnalarlo. Mentre sta per andare via, Klaus vede il paletto di legno su cui Mikael ha intagliato lo stemma di famiglia, lo prende e lo scaglia con forza in casa rompendo il vetro e interrompendo l'incantesimo che celava i tre agli occhi di Klaus urlando a Davina di finirla con i suoi giochi e fare uscire il padre cosicché inizi la battaglia, visto che è quello che Davina voleva. Davina batte la testa e sviene e mentre Kol cerca di soccorrerla arriva Mikael e lo minaccia: deve spezzare l'incantesimo che lo vincola alla strega oppure lo ucciderà. Kol rompe l'incantesimo e Mikael esce fuori armato del paletto per uccidere Klaus. I due ingaggiano una lotta durante la quale Mikael riesce a colpire Klaus col paletto (non al cuore) ma quest'ultimo gli pianta in petto il coltello di Papà Tunde immobilizzandolo. Intanto, ansimante arriva Cami la quale intima a Klaus di non fare del male a Davina e l'Originale le dà la sua parola che non le farà mai del male, dicendole tra l'altro di aver preferito seguire il suo consiglio non uccidendo Mikael ma lasciandolo in preda all'agonia che gli causa il coltello stregato.
Josh attende al bar il suo appuntamento e si scopre che il ragazzo è Aiden, il licantropo. Gia è preoccupata per Elijah ma Hayley le dice che l'Originale sa badare a se stesso.
Klaus carica in macchina il corpo di Mikael, ma improvvisamente il vampiro si sveglia nonostante abbia il coltello stregato nel petto e lo estrae da solo.
La puntata termina con Elijah legato nel covo della madre la quale gli dice che per riunire la famiglia deve purificarlo.
- Guest star: Sebastian Roché (Mikael), Chase Coleman (Oliver), Steven Krueger (Josh Rosza), Yusuf Gatewood (Vincent Griffith/Finn Mikaelson), Nishi Munshi (Gia), Sonja Sohn (Lenore Shaw/Esther), Daniel Sharman (Kaleb Westphall/Kol Mikaelson), Colin Woodell (Aiden).
- Altri interpreti: Mitch Eakins (Licantropo), Tanner Fontana (Nick).
- Ascolti USA: telespettatori 1 310 000 – share (18–49 anni) 2%[5]

## La porta rossa
- Titolo originale: Red Door
- Diretto da: Michael Robison
- Scritto da: Declan de Barra e Diane Ademu-John

### Trama
Elijah è legato mani e piedi con delle catene da Esther, che lo tiene prigioniero grazie ad un incantesimo. Il vampiro sta sognando di inseguire Hayley e di sbranarla davanti ad una porta rossa; prima di morderla, le sembianze della donna cambiano: si tratta di Tatia, la doppelgänger originale di Elena Gilbert. Improvvisamente l'Originale si sveglia e parla con la madre la quale gli rivela che il suo intento è far rivivere al figlio tutte le atrocità di cui si è macchiato affinché lui la implori di guarirlo dalla sua maledizione e di fargli vivere un'esistenza da stregone, in particolare riportando alla memoria di Elijah la morte di Tatia, la doppelgänger di cui si era innamorato. Elijah accusa la madre di averla uccisa, ma Esther gli fa ricordare l'accaduto: mille anni prima, Elijah si innamorò di una giovane vedova del villaggio, Tatia appunto, la doppelgänger che aveva scelto tra Klaus ed Elijah quest'ultimo. Quando la strega trasformò in vampiri i suoi figli, Klaus, la cui vera natura di lupo era stata svelata, si ritrova nel bosco con i cadaveri di sei persone da lui uccise brutalmente. Elijah scopre i cadaveri e davanti alla disperazione del fratello gli dice che gli starà sempre accanto, che il loro padre è furioso per aver scoperto che la trasformazione di Klaus poteva venire solo da un concepimento e che pertanto aveva appena capito che Nicklaus non fosse suo figlio, ma che questo non avrebbe fatto nessuna differenza per lui e i suoi fratelli. I due vengono sorpresi da Tatia la quale scappa impaurita ed inseguita da Elijah che cerca invano di dirle che lui è sempre la stessa persona, ma poiché era vampiro solo da poco, alla vista del sangue che fuoriesce dalla mano della giovane la aggredisce e la dissangua. Elijah continua a dire alla madre che Tatia è stata uccisa da lei e non da lui, ma Esther gli dice che deve ricordare bene: si rivede un giovane Elijah che, disperato, porta la giovane in braccio da sua madre, la quale dopo aver usato il sangue della doppelgänger per fare un incantesimo che potesse tenere a bada gli istinti di Klaus, intima ad Elijah di non ricordare nulla dell'accaduto e di lasciare i brutti pensieri dietro la porta che lei si chiude alle spalle e che è la porta della casa della strega macchiata di sangue, ma che simbolicamente rappresenta il luogo della mente dove Elijah ha accantonato e sepolto tutte le atrocità che ha commesso. Elijah fu quindi convinto che finché i suoi abiti, la sua immagine apparente, fosse stata pulita e ordinata, anche la coscienza sarebbe stata in pace. Contemporaneamente, mentre Hayley e Marcel si rendono conto che Elijah ed Oliver non son mai tornati dall'imboscata dei lupi mannari, Klaus, Cami e Kol si trovano al nascondiglio di Davina e cercano di svegliarla perché è ancora svenuta. Klaus e Kaleb/Kol hanno un battibecco e Klaus manda Cami a prendere l'auto per portare Davina in città e mentre lei si allontana saluta Kaleb chiamandolo Kol: l'Originale ha capito di avere di fronte uno dei suoi fratelli. Intanto Mikael, che era stato creduto addormentato, rapisce Cami e con lei porta via il paletto di quercia bianca che Klaus le aveva dato. Klaus si lancia al loro inseguimento mentre Kol annulla l'incantesimo che Davina stava facendo per spezzare il legame tra Klaus e Marcel. Finn chiama Kol e gli dice di portare il paletto alla madre e di uccidere Davina. Intanto Davina rinviene e appresa la fuga di Mikael cerca di completare l'incantesimo, ma non appena prende le mani di Kaleb/Kol per farsi aiutare, vede chi è davvero e anche il fatto che abbia sabotato l'incantesimo. Kol si discolpa dicendo che se non lo avesse fatto avrebbe dovuto ucciderla e che anche lui odia la sua famiglia. Mikael e Cami vagano per il bosco e alle provocazioni di Cami Mikael risponde che all'inizio non ha odiato Klaus perché aveva gli occhi da guerriero, ma che poi la sua debolezza, il fatto che a causa sua fosse morto il suo figlio minore Henrik, l'aver ucciso la sua adorata moglie e l'aver scoperto che non fosse suo figlio gliel'hanno fatto odiare tanto da desiderare di ucciderlo; soggioga alcuni umani riuniti per una festa di Halloween affinché aggrediscano Klaus, il quale fa a pezzi tutti loro e seguendo le tracce di sangue arriva al padre proprio dopo che Mikael ha morso Cami per succhiarle il sangue e nutrirsi. Elijah è ancora prigioniero della madre, la quale gli spiega che ha intenzione di fargli vedere ogni cosa malvagia che lui ha compiuto e che ha nascosto dietro la sua aria da bravo ragazzo, i suoi vestiti impeccabili e le sue mani sempre pulite di modo che il figlio distrutto dalle atrocità commesse le chieda di avere una nuova vita, magari dando anche dei figli ad Hayley, ma Elijah non demorde e continua a ribadire alla madre che lei non lo spezzerà. Klaus e Mikael combattono duramente e nonostante Klaus, sotto gli occhi attoniti del padre, stia avendo la meglio e sia sul punto di finirlo, Mikael lancia il coltello di Papà Tundè verso Cami, e Klaus ovviamente lo afferra, ma in quel momento di distrazione Mikael lo pugnala al cuore: tuttavia, il corpo di Klaus non inizia a bruciare in quanto Davina e Kol, che li hanno raggiunti, stanno indebolendo con un incantesimo il paletto, e mentre Mikael tenta di fermarli Cami estrae il paletto dal petto di Klaus proprio poco prima che fosse troppo tardi. Mikael cerca di aggredire Klaus ma intervengono Marcel, Hayley, Cami e Davina stessa a proteggere Klaus (ognuno per motivi diversi) e Mikael, dopo avergli detto che lo affronterà solo quando sarà solo e non circondato di persone come un debole, scappa. L'episodio si conclude con la scena di Esther che viene aggredita da Hayley la quale salva Elijah e per fargli ritrovare le forze gli chiede di bere il suo sangue, ma Elijah le risponde che la desidera così ardentemente da aver paura di non riuscire a fermarsi. Hayley gli dice che lei non ha paura e i due si baciano. Hayley porge il collo ad Elijah che la morde. Tuttavia, questa è solo una visione che Esther ha indotto al figlio che quindi è ancora suo prigioniero e che, come lei stessa spiega al figlio Finn, le serve perché Elijah veda anche il buono di quello che potrebbe avere.
- Special guest star: Nina Dobrev (Tatia).
- Guest star: Sebastian Roché (Mikael), Yusuf Gatewood (Vincent Griffith/Finn Mikaelson), Sonja Sohn (Lenore Shaw/Esther), Daniel Sharman (Kaleb Westphall/Kol Mikaelson), Alice Evans (Esther).
- Ascolti USA: telespettatori 1 090 000 – share (18–49 anni) 2%[6]

## Il ritorno del padre
- Titolo originale: Wheel Inside the Wheel
- Diretto da: Matt Hastings
- Scritto da: Michael Russo e Michael Narducci

### Trama
L'episodio si apre con un flashback, dove si vede una giovane Esther che chiede aiuto a una strega di nome Dahlia, infatti Esther desiderava avere dei figli, ma essendo sterile non riusciva ad averne, quindi chiede aiuto a Dahlia, sua sorella maggiore, la quale decide di aiutarla facendole tener presente che dovrà pagare un prezzo. Dopo il rapimento di Elijah, suo fratello Klaus lo cerca e per provocare Esther decide di bruciare la sua bara, conscio che sua madre lo sta osservando. Esther si presenta al figlio, i due discutono. Hayley cerca di salvare Oliver, il quale è prigioniero di Finn e dei lupi che lavorano per lui, quindi chiede aiuto a Jackson, il quale vive nella palude insieme a un altro licantropo di nome Ansel, ma il giovane lupo non vuole aiutare Oliver non avendogli perdonato il suo tradimento dopo che si era schierato dalla parte di Genevieve e Francesca. Jackson spiega che dopo il tradimento di Oliver è tornato a vivere nella palude dove ha conosciuto Ansel, il quale lo sta educando. Esther cerca di convincere Niklaus a collaborare con lei, ma lui rivuole solo indietro Elijah, Esther cerca di fargli capire che vuole ricostruire il loro rapporto e che vuole ritrasformarli in umani, ma Klaus non le crede accusandola di essere solo un'ipocrita, e che lei non è migliore di Mikael, informandola che suo marito è tornato in vita e che Kol lo sapeva ma non ha voluto dirglielo, facendole capire che suo fratello minore forse non le è così fedele. Ansel, intanto, decide di aiutare Hayley a salvare Oliver, anche con la collaborazione di Camille, la quale ha scoperto che in realtà Vincent è impossessato dallo spirito di Finn. Esther racconta a Klaus che quando sua sorella maggiore Freya morì per la peste, lei e Mikael si trasferirono nel Nuovo Mondo, Elijah e Finn erano nati da diverso tempo, ma il dolore per la perdita di Freya aveva distrutto Mikael e ciò lo spinse ad allontanare Esther, la quale conobbe il padre di Klaus, di cui si innamorò. Dopo averla messa incinta, decise di tornare da Mikael e di fargli credere che Klaus fosse suo figlio, cosa che lo rese felice; Esther gli fa capire che lei ha sempre amato Klaus e che lui ha ricostruito la famiglia, e che se non fosse stato per lui Kol, Rebekah e Henrik non sarebbero mai nati, inoltre cerca di fargli capire che il suo padre biologico voleva prendersi cura di lui, ma Esther lo impedì perché sapeva che Mikael con la sua malvagità avrebbe distrutto tutti. Camille distrae Finn intrattenendo una conversazione con lui al bar, mentre Hayley porta Oliver in salvo, ma è troppo tardi, il licantropo muore tra le braccia di Jackson. Esther dice a Klaus che Elijah si trova nel cimitero di Lafayette, inoltre viene rivelato che il licantropo Ansel è il padre biologico di Klaus, infatti Esther lo ha riportato in vita per dare al figlio il padre che merita, ma l'ibrido afferma di non provare nessun interesse per Ansel. Dopo aver trovato Elijah lo porta in salvo, Klaus e Esther hanno un'ultima conversazione dove lei lo supplica di permetterle di far tornare lui e i suoi fratelli umani, in questo modo potrà redimersi per i suoi sbagli e dare ai suoi figli la possibilità di avere una vita normale e felice, inoltre Klaus potrà diventare un normale licantropo e creare un rapporto saldo e duraturo con Ansel, ma lui rifiuta l'offerta perché Esther ha tentato di uccidere sua figlia e che per questo la farà soffrire atrocemente, come ha imparato a fare proprio da lei. Finn va da sua madre e la vede disperata per via dell'odio che Klaus prova per lei, l'episodio si conclude con una sconcertante rivelazione: Freya non era morta per via della peste come Esther aveva fatto sempre credere, infatti il prezzo da pagare per far diventare la sorella gravida era che Dahlia si prendesse il suo primogenito, e tutti quelli delle generazioni successive dei Mikaelson, quindi è per questo che Esther con suo rammarico ha cercato di uccidere la figlia ibrido di Klaus, per proteggere la sua famiglia da Dahlia, sapendo che sarebbe tornata per prendersi Hope, uccidendo tutti coloro che si sarebbero messi sul suo cammino.
- Guest star: Chase Coleman (Oliver), Yusuf Gatewood (Vincent Griffith/Finn Mikaelson), Nishi Munshi (Gia), Sonja Sohn (Lenore Shaw/Esther), Colin Woodell (Aiden), Lloyd Owen (Ansel), Nathan Parsons (Jackson Kenner), Hayley McCarthy (Esther da giovane).
- Altri interpreti: Kristin Erickson (Dahlia da giovane), Isaiah Stratton (Mikael da giovane), Keil Zepernick (Licantropo), Cade Weeks (Finn da bambino), Elle Graham (Freya Mikaelson da bambina).
- Ascolti USA: telespettatori 1 460 000 – share (18–49 anni) 2%[7]

## L'orchidea marelok
- Titolo originale: Chasing the Devil's Tail
- Diretto da: Jesse Warn
- Scritto da: Carina Adly Mackenzie e Christopher Hollier

### Trama
Elijah è a letto. Da quando è a casa, ancora non si è svegliato e continua a fare incubi. Klaus, vedendo il fratello chiaramente soffrire, tenta di aiutarlo provando ad entrare nei suoi pensieri, senza riuscirci. Sul collo di Elijah appare uno strano segno, che Klaus dice ad Hayley, di non averlo più visto da quando era bambino. Le dice infatti, che quando Mikeal tornava dopo una battaglia, Esther lo calmava con un'orchidea molto rara. Klaus, decide quindi di trovare quest'orchidea sperando di aiutare il fratello, facendo promettere ad Hayley che non sarebbe andata incontro ad Esther perché se così avesse fatto, quest'ultima le avrebbe fatto del male e quando Elijah si sarebbe risvegliato non se lo sarebbe mai perdonato. Così, decide di raggiungere Marcel per parlargli riguardo a Finn, dato il fatto che vuole colpire le persone che Esther più ama. Marcel, accetta e insieme a Josh, Aiden e Cami, mettono a punto un piano. Davina e Kaleb/Kol, dopo che quest'ultimo è stato attaccato da un incantesimo della madre, la quale voleva che il figlio tornasse da lei, sono in viaggio. Dopo che Kol arriva dalla madre, quest'ultima dice al figlio di sapere che Mikeal è tornato in vita e che lui le aveva mentito pur sapendolo. Inoltre, gli dice che deve, a tutti i costi, entrare in possesso del paletto di quercia bianca. Klaus, intanto, è nel Bayou dove si accorge di essere seguito da Ansel, suo padre. Quest'ultimo gli dice che era lui che andava a raccogliere le orchidee per Mikeal e che quindi senza il suo aiuto, il figlio non avrebbe mai trovato la pianta. Così, Klaus è costretto a seguire il padre. Nel cammino, Ansel racconta al figlio di come lo abbia visto per mille anni, dall'altra parte, stare in città e con persone importanti ma che con tutto questo non ha mai trovato la vera felicità, e che, anche se potevano apparire insignificanti, i veri momenti felici erano le cose semplici. Ma Klaus risponde dicendo al padre che, sì, lo ha visto far questo ma che non lo ha visto mentre massacrava interi villaggi. Intanto, Cami è al Bar, dopo che lui e Vincent/Finn si erano dati un appuntamento, Dopo l'arrivo di quest'ultimo, comincia ad entrare in atto il piano. Hayley morde Cami e la "rapisce" mettendo in guardia Finn che a quel punto vuole solo salvare la ragazza, non sapendo che questa gli aveva teso una trappola. Davina giunge al cimitero dove ad attenderla c'è Kol. Qui, quest'ultimo le mostra un posto segreto dove lui, nel 1914, insieme ad altre streghe, faceva incantesimi per liberarsi di Klaus: creazione di oggetti oscuri. Insieme fanno degli incantesimi per trasformare un materiale in un altro, e Kol chiede a Davina di scoprire un incantesimo che possa rendere la lama che il fratello maggiore gli aveva conficcato nel cuore molte volte, utilizzabile anche contro Klaus, trasformando l'argento in oro, materiale a cui i licantropi non sono immuni. Nel Bayou, Ansel e Klaus, dopo aver trovato le orchidee e dopo che il primo le sta preparando per essere usate, discutono. Klaus afferma chiaramente di non voler abbandonare il vampirismo, ma Ansel dice al figlio che potrebbe essere meglio: in un corpo di lupo mannaro potrebbe guidare un intero branco e potrebbe divenire un padre migliore. Klaus, risponde dicendo che oramai non è più un padre ma Ansel gli racconta di come lui, mille anni fa, mentre si trasformava, dopo la luna piena si trovava sempre più vicino al villaggio dove Klaus viveva. Questo perché, sentendo il richiamo del suo stesso sangue, ne veniva attirato. Gli racconta, poi, di come nelle sue ultime lune piene si fosse allontanato da New Orleans, sempre perché attirato dal suo stesso sangue. Così, finisce col dire al figlio di sapere che Hope e viva e che intende aiutarlo a tenerla in vita. Klaus dice che vuole fidarsi più di qualsiasi altra cosa ma, dato il fatto che non ne è certo, non può tenerlo in vita dato il fatto che Esther avrebbe potuto persuadere Ansel per fargli dire che Hope è viva. Così, Klaus uccide il padre, dopo avergli anche detto che gli sarebbe piaciuto essere suo figlio, ma che ha atteso troppo per venire a salvarlo e che non farà lo stesso errore con la sua bambina. Intanto, Hayley, Cami, Josh e Aiden sono nella Chiesa di Sant-Anne, aspettando che Finn arrivi. Quando quest'ultimo giunge in Chiesa sembra avere la meglio, ma è Jackson ad intervenire, colpendolo, mentre Cami lo incatena per far si che l'Originale non possa fare incantesimi. In casa Mikaelson, Klaus giunge da Elijah. Con le orchidee che tranquillizzano il fratello maggiore, riesce ad entrare nei suoi pensieri dicendogli di non farsi sconfiggere dal mostro che è in lui e che senza di lui non sopravviverà al suo amore per la propria figlia, dal momento che solo insieme i due fratelli possono sconfiggere i loro demoni e salvare la loro famiglia. Così, Elijah si risveglia. Klaus, dopo che il fratello si è ripreso, gli racconta di aver trascorso la giornata con il suo vero padre e di come lui sapesse che Hope era viva. Afferma che voleva fidarsi, ma che purtroppo non poteva essere certo che le intenzioni del padre fossero veramente buone e così lo ha ucciso. Elijah, però, rassicura il fratello dicendogli che anche se ha ucciso il padre, lo ha fatto per Hope. Hayley e Marcel raggiungono Klaus ed Elijah dicendogli che avevano lasciato un regalo ai due fratelli nella sala da ballo. Così, i due Originali vi giungono, trovando, incatenati, i fratelli Finn e Kol.
- Guest star: Chase Coleman (Oliver), Steven Krueger (Josh Rosza), Yusuf Gatewood (Vincent Griffith/Finn Mikaelson), Sonja Sohn (Lenore Shaw/Esther), Daniel Sharman (Kaleb Westphall/Kol Mikaelson), Colin Woodell (Aiden), Nathan Parsons (Jackson Kenner), Lloyd Owen (Ansel).
- Altri interpreti: Aiden Flowers (Klaus Mikaelson da bambino), Perry Cox (Elijah Mikaelson da bambino).
- Ascolti USA: telespettatori 1 440 000 – share (18–49 anni) 2%[8]

## Fratelli per sempre
- Titolo originale: The Brothers That Care Forgot
- Diretto da: Michael Allowitz
- Scritto da: Charlie Charbonneau e Michelle Paradise

### Trama
Kol e Finn sono "prigionieri" in casa Mikaelson. Klaus organizza una cena nel fine di convincere i suoi fratelli ad andare contro il vero nemico, la loro madre. Finn non si lascia per niente convincere dicendo che Esther tutto ciò che lo ha fatto per amore verso i propri figli. Inoltre, comincia a parlare della loro sorella, Rebekah chiedendosi dove fosse ma che questo non sarebbe stato per molto un mistero dato il fatto che la madre la sta cercando dal suo ritorno dall'Altro Lato. Udito questo, Elijah, preso da un attacco di nervosismo, attacca il fratello. Klaus lo ferma cercando di convincerlo a far restare i fratelli in vita, almeno fin quando non avrebbero fermato la loro madre. Rebekah, intanto, mentre si trova in un parco giochi con la piccola Hope, viene messa in guardia da un gruppo di storni che le danno l'impressione di guardarla. Capisce che dietro c'è la madre, così chiama Elijah avvisandolo dell'imminente pericolo e che il loro unico vantaggio era quello che Esther ancora non era a conoscenza del fatto che Hope fosse ancora viva. Elijah, a quel punto, decide di raggiungere la sorella mentre Klaus rimane con Kol e Finn. Nel Bayou, Jackson ancora sconvolto per la morte di Oliver e per quella del padre di Klaus, Ansel, parla ad Hayley su un certo matrimonio mistico che, se fatto da due Alfa, avrebbe potuto portare la pace nel loro branco ed inoltre, visto che Hayley controlla la sua trasformazione per il suo essere ibrido, anche gli altri lupi avrebbero potuto controllarla senza il bisogno di possedere gli anelli lunari. In casa Mikaelson, intanto, Marcel fa i conti con Kol mentre Klaus cerca di convincere Finn ad andare contro la loro madre. Ma Finn non si lascia convincere ed inoltre racconta al fratello la verità sulla loro sorella maggiore, Freya, la quale non era morta di peste ma che fu portata via dalla sorella di Esther, Dahlia, come sacrificio per aver reso la sorella di quest'ultima in grado di avere figli. Inoltre, dice al fratello che la maledizione di Dahlia consiste nel dare in sacrificio ogni primogenito di ogni generazione Mikaelson, facendo capire a Klaus il perché della madre di volere sua figlia morta. Elijah arriva in una tavola calda e incontra Rebekah con la piccola Hope. Elijah racconta alla sorella della sua prigionia per mano di Esther la quale gli ha fatto rammentare ricordi che oramai non riaffioravano nella sua mente da secoli. Inoltre le dice che la madre gli aveva offerto di andare nel corpo di un essere mortale cosicché potesse vivere una vita normale, dicendole inoltre che questa proposta era molto allettante. Rebekah, parlando con il fratello si accorge che sulla camicia di Elijah c'è una macchia di sangue. Immediatamente si preoccupa e, fingendo di dover andare a cambiare il pannolino ad Hope, si allontana dal fratello per scoprire che quest'ultimo, poco prima, aveva massacrato decine di persone. Hayley e Jackson, intanto, tengono una riunione tra i lupi. Entrambi avvisano loro del fatto che se si fossero sposati nessuno avrebbe dovuto più soffrire ad ogni luna piena. Marcel tortura Kol per farlo parlare, ma questi cerca di corrompere Marcel, il quale, però, conosce molto bene Kol e gli dice che non si potrà mai fidare di lui. Klaus, dal canto suo, capisce che Kol in realtà desidera disperatamente essere parte della famiglia e lo convince a schierarsi dalla sua parte. Il branco accetta, così come Hayley accetta di sposare Jackson. Davina, intanto, giunge in casa Mikealson per fare i conti con Klaus e dopo che la strega dice all'Originale che è debole, in un attacco d'ira, Klaus la morde ma cade a terra per il fatto che il sangue di Davina era stato avvelenato con un incantesimo che lei aveva fatto precedentemente. Camille, dopo aver scoperto di avere qualcosa di molto strano sulla schiena chiede a Marcel, Davina e Kol, il quale le dice che quello che ha significa che sarebbe stata lei il prossimo corpo per Esther. Cami immediatamente raggiunge Finn, il quale le dice che lei non era stata preparata per Esther, bensì per Rebekah. Così, lei, Kol e Marcel convincono Davina a risvegliare Klaus, il quale poco dopo viene avvisato da Rebekah la quale aveva spezzato il collo ad Elijah vedendo in lui un pericolo. Klaus dice alla sorella dove andare per potersi successivamente incontrare e poi raggiunge Finn, il quale viene chiuso in una bara. L'episodio si conclude con Klaus che dice ad Hayley, appena tornata in casa Mikaelson, che avrebbero raggiunto Hope.
- Special guest star: Claire Holt (Rebekah Mikaelson).
- Guest star: Steven Krueger (Josh Rosza), Yusuf Gatewood (Vincent Griffith/Finn Mikaelson), Daniel Sharman (Kaleb Westphall/Kol Mikaelson), Colin Woodell (Aiden), Nathan Parsons (Jackson Kenner).
- Altri interpreti: Mary Kraft (Cameriera), Jimmy Gonzales (Licantropo riluttante).
- Ascolti USA: telespettatori 1 260 000 – share (18–49 anni) 2%[9]

## Vecchi rancori
- Titolo originale: The Map of Moments
- Diretto da: Leslie Libman
- Scritto da: Marguerite MacIntyre e Julie Plec

### Trama
L'episodio si apre con un flashback che ci porta a New Orleans nel dicembre del 1914. Qui Kol, accompagnato da Mary-Alice e Astrid, si mette in cerca, nella casa della vedova Fauline, di un diamante perfetto al fine di creare un'arma che possa essere usata contro Klaus. Dopo averlo trovato, Kol dice alle streghe dove si sarebbero dovuto trovare per poi uscire. Qui incontra Klaus che, avvisato da Marcel, viene a conoscenza del diamante il quale viene consegnato dal fratello minore. Inoltre Klaus, per punire il fratello, fa rinchiudere le streghe nella villa in modo che non sarebbero potute più uscire. Nel presente, Elijah, Rebekah e Hope sono nella residenza in cui lei, assieme a Klaus, era stata anni prima, aspettando quest'ultimo ed Hayley. Appena questi vengono, condividono una scena molto tenera con la loro figlia. Dopo, Klaus informa i fratelli della maledizione del primogenito che la loro zia Dahlia aveva fatto. Dopodiché, Rebekah convince i fratelli a recuperare le vecchie tradizioni di famiglia, facendo un falò nel quale ognuno avrebbe buttato un foglio di carta con all'interno scritto il proprio desiderio. Intanto, Mikael uccide lupi mannari nel fine di trovare il padre di Klaus. Esther, con un incantesimo, si mostra al marito il quale le dice che avrebbe continuato ad uccidere licantropi fin quando non avrebbe trovato l'amante della moglie. Ma questa gli dice di risparmiare fatica visto che ci ha già pensato Klaus, esattamente come mille anni prima fu Klaus a metterle le mani addosso prima che potesse farlo lui stesso per punirla del tradimento. Esther dice a Mikael che devono parlare dei loro figli, e, successivamente (in una scena tagliata dalla serie), Mikael libera Finn dalla bara in cui era stato rinchiuso. In casa Mikaelson, Davina e Kol cercano un modo per far si che Cami non sia il prossimo corpo di Rebekah. Klaus, Elijah e Rebekah parlano su come fermare la loro madre. Alla fine, Rebekah decide di accettare la proposta di Esther per tenderle una trappola e ucciderla. Dopo che Klaus e Rebekah se ne vanno, Hayley racconta del matrimonio ad Elijah, il quale le dice di farlo. Infine, i due fanno l'amore. Rebekah, arriva dalla madre, la quale le dice di accettare il suo accordo. Mentre l'incantesimo è in atto, Esther dice che avrebbe distrutto i corpi immortali dei figli così che avrebbe rimediato a due errori. Ma dato che questo non era nel piano dei fratelli, Klaus giunge al luogo dell'incantesimo dicendo alla madre di fare uno scambio: lui per Rebekah. Ma la madre non è più disposta a fare uno scambio, dicendo al figlio di aver fatto un accordo con Mikael il quale voleva solo il diritto di uccidere Klaus. Nel momento in cui l'ultimo granello di sabbia cade nella clessidra, Kol avverte Klaus che uccide Esther e sia Cami che Rebekah vengono colpite dall'incantesimo mentre Davina ne attua uno per impedire ad Esther di cambiare corpo. Cami si risveglia nel suo corpo mentre Rebekah non si sa ancora dove sia finita. Intanto, Esther si risveglia ma non in un altro corpo come lei aveva previsto, ma in transizione dato che Rebekah aveva messo gocce del suo sangue in un bicchiere di vino che aveva bevuto qualche ora prima. Klaus così le dice di fare una scelta: morire o diventare ciò che lei odia di più. L'episodio si conclude con Rebekah nel corpo di una strega, la quale si trova nella villa della vedova Fouline, finita lì per vendetta, dato che un secolo prima lei aveva tradito Kol, facendo sì che Klaus lo potesse pugnalare.
- Curiosità: l'inizio di questo episodio chiude l'arco narrativo della webserie spin-off The Originals: The Awakening, aggiungendo il punto di vista di Klaus.
- Special guest star: Claire Holt (Rebekah Mikaelson).
- Guest star: Nathaniel Buzolic (Kol Mikaelson), Sebastian Roché (Mikael), Yusuf Gatewood (Vincent Griffith/Finn Mikaelson), Sonja Sohn (Lenore Shaw/Esther), Daniel Sharman (Kaleb Westphall/Kol Mikaelson), Riley Voelkel (Freya Mikaelson), Maisie Richardson-Sellers (Eva Sinclair/Rebekah Mikaelson).
- Altri interpreti: Keri Lynn Pratt (Mary-Alice Claire), Aleeah Rogers (Astrid Malchance).
- Ascolti USA: telespettatori 1 410 000 – share (18–49 anni) 2%[10]

## L'inizio della fine
- Titolo originale: Gonna Set Your Flag on Fire
- Diretto da: Rob Hardy
- Scritto da: Ashley Lyle e Bart Nickerson

### Trama
Finn e Mikael uniscono le loro forze per sconfiggere Klaus e gli altri. Klaus raggiunge Elijah e Hayley con Cami a cui viene presentata Hope. Insieme al fratello, Klaus decide di tornare con Hayley a casa, mentre Cami ed Elijah rimarranno con Hope mentre la prima cercherà di capire il problema che il fratello maggiore patisce da quando Esther l'ha torturato. Tornata a casa con Klaus, Hayley e Jackson si occupano dei lupi, che dopo essere arrivati in casa Mikaelson, hanno un incontro con i vampiri di Marcel. Lo scopo principale è quello di unire le forze in modo che entrambe le specie non debbano più combattersi a vicenda. Tutto va secondo i piani, ma quando si scopre che Finn si è liberato, quest'ultimo lancia un incantesimo, che attinge potere da suo padre (Finn ha prosciugato Mikael e lo canalizza ottenendo un enorme potere), che non permette a nessuno di poter abbandonare la residenza. Marcel, Hayley, Klaus e Kol si rendono subito conto della gravità della situazione, inoltre Finn fa un incantesimo ai vampiri, accentuando la loro fame di sangue, e dunque si ciberanno dei licantropi, se non si trova il modo di liberare la residenza dall'incantesimo. Così si occupano di tener a loro volta occupate le due specie a non sbranarsi a vicenda. Cami, intanto, è con Elijah cercando in diversi modi di farsi raccontare ciò che terrorizzava l'Originale, ma quest'ultimo non cede arrivando ad attaccare Cami, senza però ferirla. Inoltre, Elijah riceve una telefonata da Angelika Baker, il corpo della ragazza in cui Rebekah sarebbe dovuta entrare, ma qui, si accorge che la donna non è impossessata di Rebekah. Quest'ultima, intanto, si trova nella villa Fouline. Incontra Cassie, l'ultima delle quattro ragazze del raccolto e insieme cercano un modo per avvisare i fratelli originali di dove si trovassero per essere liberate. Klaus riceve una telefonata da Finn il quale dice al fratello minore che avrebbe spezzato l'incantesimo solo dopo aver saputo dove si trovasse la madre. Dopo aver cercato di resistere, alla fine Klaus gli rivela dove ha lasciato sua madre. In questo modo, Finn raggiunge Esther ma qui si accorge che la madre si era trasformata in vampira. Il figlio la definisce un'ipocrita dato che lei parla di purificazione ma alla fine ha rinnegato il suo credo preferendo trasformarsi in vampira. A quel punto, con la lama di Papà Tunde, Finn prende l'energia della madre come aveva fatto in precedenza con il padre. Kol, dato che è uno stregone, viene incaricato di spezzare l'incantesimo, visto che Finn non l'aveva fatto, infrangendo la promessa, così chiama Davina ed insieme spezzano l'incantesimo che libera i licantropi. Ma, nel momento in cui Kol sta per lasciare la casa, Klaus lo ferma essendo venuto a conoscenza che Rebekah non era nel corpo di Angelika Baker. Kol infatti aveva trasferito lo spirito della sorella in un altro corpo per ripicca, Klaus esprime come sempre la sua delusione nei confronti del fratello minore, perché ha preferito una vendetta inutile alla possibilità di ricongiungersi con i suoi fratelli. Così Kol rimane intrappolato in casa con un branco di vampiri affamati, Davina non vuole che a lui succeda qualcosa, dunque Marcel, per rispetto alla sua amica, decide di proteggerlo. Finn posa il corpo di sua madre accanto a quello di Mikael, entrambi privi di conoscenza, ricordando di quanto fosse felice la sua vita, e di come loro due si amassero, prima che nascessero i suoi fratelli minori, sostenendo che dopo la perdita di Freya tutto è peggiorato, perché i suoi fratelli minori sono solo dei mostri. Hayley, intanto, decide di raccontare a Jackson quello che ha fatto con Elijah ma il suo futuro sposo non la prende tanto bene. Arrivati nel Bayou, Jackson si scusa con Hayley dandole un anello, confessandole che l'ha sempre amata. Nella villa Fauline, Rebekah comincia a vedere lo spirito di una ragazza che la conduce in una stanza con al centro una bara contenente a sua volta il corpo della ragazza. La puntata si conclude con la scoperta che lo spirito della ragazza che Rebekah vedeva era quello della sorella maggiore, Freya.
- Guest star: Yusuf Gatewood (Vincent Griffith/Finn Mikaelson), Sebastian Roché (Mikael), Steven Krueger (Josh Rosza), Nishi Munshi (Gia), Sonja Sohn (Lenore Shaw/Esther), Daniel Sharman (Kaleb Westphall/Kol Mikaelson), Colin Woodell (Aiden), Nathan Parsons (Jackson Kenner), Maisie Richardson-Sellers (Eva Sinclair/Rebekah Mikaelson), Natalie Dreyfuss (Cassie).
- Altri interpreti: Jeremy Sample (Stregone), Kevin Savage (Jerick), Amy Parrish (Strega della confraternita).
- Ascolti USA: telespettatori 1 520 000 – share (18–49 anni) 2%[11]

## L'esercito dei dannati
- Titolo originale: Brotherhood of the Damned
- Diretto da: Sylvain White
- Scritto da: Kyle Arrington e Diane Ademu-John

### Trama
Tutti i vampiri sono ancora rinchiusi in casa Mikaelson. Marcel, in seguito a un morso di lupo mannaro avuto in precedenza, comincia ad avere allucinazioni riguardo alla sua partenza per la Prima Guerra Mondiale. Qui, il vampiro, ricorda il periodo in cui era un caporale dell'esercito, e combatteva con un plotone formato da uomini di colore, l'unità veniva chiamata "L'esercito dei dannati". Klaus andò a trovarlo nel campo di combattimento, e provò a convincerlo a tornare a New Orleans sostenendo che Marcel non dovrebbe perdere tempo con i conflitti dei mortali, ma Marcel non voleva abbandonarli perché li considerava una famiglia, inoltre li trasformò in vampiri, vincendo la battaglia contro i tedeschi. Davina e Klaus, intanto, sono alla Chiesa di St. Anna. La ragazza cerca, per aiutare Kol, attraverso un incantesimo di localizzazione, il luogo in cui si trova Finn. Quest'ultimo però, dopo che Davina e Klaus l'avevano trovato, con un incantesimo fa svenire Klaus. Negli stessi istanti svengono anche Elijah, che era con Cami, parlando dei suoi inconfessabili segreti, e Kol, il quale faceva i conti con i vampiri affamati in casa Mikaelson. I tre si ritrovano in uno spazio immaginario insieme, poi, al loro fratello maggiore, Finn. Ognuno è legato in quel posto da animali che li simboleggiano: Klaus è il lupo, Kol la volpe, Elijah il cervo e Finn il cinghiale: ogni animale rappresenta le caratteristiche di ognuno dei quattro fratelli. Intanto, nel Bayou, Aiden consegna gli anelli lunari sperando che ciò che avrebbero fatto Hayley e Jackson li avrebbe resi liberi dalla tortura che dovevano subire altrimenti ad ogni luna piena. Finn, dopo essersi liberato di Kol definendolo insopportabile, ricollegando la sua mente al suo corpo, resta con gli altri due fratelli cercando di capire quale sia il grande segreto di Klaus, perché non capisce per quale motivo abbia ucciso Ansel, nonostante avesse sempre voluto conoscerlo, capendo che il suo padre biologico era venuto a sapere di un suo segreto, e che Klaus l'abbia ucciso per evitare che venisse alla luce. Gia e Josh, in casa Mikaelson, scoprono che Marcel è stato morso da un licantropo, mentre questo continua a fare allucinazioni sul suo passato. Entrambi i vampiri vorrebbero annunciarlo agli altri, ma Marcel li ferma spiegandogli che non sta morendo e che, tornati a casa, lui avrebbe preso una fiala del sangue di Klaus. Inoltre, Marcel viene avvisato da Kol che Finn libererà tutti al tramonto, proprio quando centinaia di persone si riverseranno per strada per una festa in corso. Klaus e Elijah sono ancora bloccati nello spazio immaginario creato da Finn mentre quest'ultimo elenca tutto ciò che è successo a New Orleans da quando i fratelli vi vivevano: il tradimento di Marcel, la venuta di Mikael e la morte di Hope. Elijah, poi, fa una considerazione, dicendo che l'incantesimo di Finn può intrappolare le persone soltanto se le rappresenta bene. Osservando il "nobile cervo", Elijah decide di confessare a Klaus il suo più oscuro segreto per dimostrare che non è affatto nobile ma un codardo. Così dice a Klaus di essere stato lui ad uccidere Tatia. Klaus, incredulo e, in apparenza senza alcun spirito di perdono, alla fine, perdona il fratello, inoltre rimprovera Finn perché lui non ha mai capito quanto il legame famigliare sia importante, e così l'incantesimo che li teneva intrappolati lì comincia a crollare. E proprio mentre Klaus decide di attaccare Finn dato che oramai era vulnerabile, quest'ultimo spezza l'incantesimo. Così, sia Klaus che Elijah si risvegliano nei loro corpi. Con Davina, Klaus si mette alla ricerca di Marcel e degli altri vampiri mentre, però, questi erano già arrivati all'altra sponda del fiume, senza fare del male agli abitanti. Marcel prende il sangue di Klaus e riesce così a sopravvivere. Davina, vedendo Kol sano e salvo, lo bacia. Però, poi, compare Finn che, sicuro che Klaus nasconda un segreto, decide di posare i suoi occhi su Marcel. Nel frattempo, Hayley e Jackson giungono dalla nonna di quest'ultimo, Mary, dato che sarà lei l'anziana che dovrà sposarli. Ma, appena Hayley sente che durante diversi rituali, entrambi gli sposi, tramite la radice di canna odorosa, contenente un siero della verità, dovranno raccontarsi tutti i loro segreti, decide di rinunciare per via del suo segreto che nasconde con la famiglia Originale: ovvero che Hope è in vita. Però, Jackson la convince a continuare con la cerimonia dato che anche lui ha segreti che non avrebbe voluto svelare. Klaus, arrivato a casa di Marcel, non trova né quest'ultimo, né tutti gli altri vampiri, sapendo che Finn c'entra qualcosa. Inoltre, viene a sapere da Aiden che Hayley e Jackson dovranno confessarsi i loro più oscuri segreti. Così, decide di andare verso il Bayou per ricordare ad Hayley che alcuni segreti (riferendosi a quello su Hope) non dovranno essere svelati.
- Guest star: Yusuf Gatewood (Vincent Griffith/Finn Mikaelson), Steven Krueger (Josh Rosza), Daniel Sharman (Kaleb Westphall/Kol Mikaelson), Colin Woodell (Aiden), Nishi Munshi (Gia), Nathan Parsons (Jackson Kenner), Debra Mooney (Mary Dumas).
- Altri interpreti: Yohance Myles (Joe Dalton), Dexter Tillis (Maggiore), Adam Poole (Messaggero).
- Ascolti USA: telespettatori 1 740 000 – share (18–49 anni) 2%[12]

## Il segreto
- Titolo originale: Sanctuary
- Diretto da: Matt Hastings
- Scritto da: Declan de Barra e Michael Narducci

### Trama
Klaus arriva nel Bayou e chiede ai suoi abitanti dove poter trovare Hayley. Questa, si trova con Jackson che sta convincendo la sua futura sposa a non abbandonare il matrimonio, perché, anche se lei nasconde un segreto, questo non vuol dire che anche lui non ne nasconda altri. Nella villa Fouline, Rebekah, con Cassie, nota l'arrivo di una nuova ragazza e insieme progettano di liberarsi da quel posto con l'aiuto dello spirito che l'Originale continuava a vedere. Klaus, ancora nel Bayou, ha un incontro con Mary, la quale non invita il vampiro in casa e non gli dice il luogo in cui si trovano sia Hayley che Jackson. Quest'ultimo svela inoltre ad Hayley, che fu suo nonno, il marito di Mary, ad uccidere i genitori della ragazza perché i due volevano la pace con i vampiri. Hayley è incredula e scossa, ma è qui che arriva Klaus. Il vampiro vuole convincerla a non sposare Jackson perché non è un uomo di cui potersi fidare tanto da svelare il segreto della loro bambina. Ma lei, non si smuove sapendo che quel matrimonio avrebbe potuto proteggere ancora di più Hope, inoltre cerca di far capire all'Originale che Hope non sarà mai veramente al sicuro, perché sarà sempre la figlia di Klaus Mikaelson, e che sarà sempre la paranoia del padre il maggiore pericolo per la piccola, la stessa paranoia che lo ha spinto a uccidere Ansel, affermando che il motivo per cui ha ucciso il licantropo è perché aveva paura di legarsi a lui. Klaus, però, non vuole correre il rischio, perché pur fidandosi Hayley, non si fida di Jackson, così spezza il collo ad Hayley e si dirige verso Jackson. Finn, intanto, tiene prigionieri i vampiri e Marcel, ed è su quest'ultimo che si concentra particolarmente per venire a conoscenza del grande segreto che Klaus non vuole dirgli. Marcel tenta di resistere, ma viene continuamente torturato. Aiden, preoccupato per Josh, chiede l'aiuto di Davina, la quale a sua volta viene aiutata da Kol. Klaus convince Jackson a uscire dalla casa della nonna e i due cominciano a lottare, ma l'Originale pare avere la meglio. Kol, intanto, raggiunge Finn, fingendo di volersi nuovamente alleare con lui. Ma il fratello maggiore sa che è tutta una finzione e sa che Davina e Aiden sono nell'altra stanza alla ricerca di Josh. Così decide di risvegliarlo e lui, preso dalla fame, attacca Aiden, quest'ultimo gli spezza il collo e lo porta sulle spalle e scappa insieme a Davina. Finn, inoltre, punisce Kol rendendolo nuovamente bloccando la sua anima nel suo corpo e maledicendolo perché muoia a breve. Rebekah giunge nuovamente nella stanza in cui aveva visto la bara con all'interno la ragazza che le si mostrava, ma stavolta è vuota. Cassie tradisce Rebekah, chiamando alcune delle streghe della congrega. Mentre queste attaccano Rebekah, la ragazza della bara le salva la vita uccidendo anche Cassie. Le due ragazze escono dalla casa e qui la misteriosa strega le rivela di essere Freya. Quest'ultima spezza l'incantesimo che le teneva rinchiuse lì e confessa e Rebekah che incontrò lei e i suoi fratelli un secolo fa, proprio a New Orleans, alla festa di Natale dove Klaus pugnalò Kol davanti a tutti gli invitati con il pugnale d'argento. Freya sostiene che la sorella non è come Klaus e gli altri suoi fratelli, perché lei è una persona dal cuore buono, inoltre prega la sorella di preparare i suoi fratelli al loro incontro. Klaus, ancora nel Bayou con Jackson, decide una volta per tutte di ucciderlo, sostenendo che Jackson vuole sposare Hayley solo per dare più potere al suo branco così da espandere il suo dominio e che non permetterà che lui usi Hayley, poiché lei fa parte della sua famiglia. Klaus inoltre lascia intendere che una delle cose che lo spinge a uccidere il licantropo è il fatto che lui e Ansel hanno passato del tempo insieme, addestrandolo, trattando Jackson come se fosse suo figlio, essendo per lui il padre che non è mai stato per Klaus. L'ibrido si appresta a ucciderlo, ma Jackson lo sorprende chiedendo a Klaus di prendersi cura di Hayley e dei lupi del suo branco, ma qui interviene Hayley che attacca Klaus convincendolo ad accettare il matrimonio. Klaus decide di risparmiarlo, minacciando Jackson dicendogli che lo ucciderà se proverà ad approfittarsi di Hayley. Quando il vampiro se ne va, i due futuri sposi parlano e Hayley svela il segreto riguardo a sua figlia. Klaus, nuovamente a casa, parla con Elijah raccontandogli gli eventi della giornata, affermando che ha risparmiato Jackson soltanto perché non voleva farsi Hayley nemica, ma l'ibrido pronuncia una frase criptica dicendo che dopo il matrimonio di Hayley e Jackson, il destino di quest'ultimo sarà incerto. Dopo aver attaccato il telefono, Klaus riceve la lieta visita di Rebekah. La puntata si conclude con Finn che scopre che Hope è ancora in vita poiché Marcel non ricorda come sia morta e che Marcel e i suoi vampiri lo aiuteranno a trovarla.
- Guest star: Yusuf Gatewood (Vincent Griffith/Finn Mikaelson), Steven Krueger (Josh Rosza), Daniel Sharman (Kaleb Westphall/Kol Mikaelson), Colin Woodell (Aiden), Nathan Parsons (Jackson Kenner), Debra Mooney (Mary Dumas), Natalie Dreyfuss (Cassie), Riley Voelkel (Freya Mikaelson), Maisie Richardson-Sellers (Eva Sinclair/Rebekah Mikaelson).
- Altri interpreti: Amy Parrish (Strega della confraternita).
- Ascolti USA: telespettatori 1 470 000 – share (18–49 anni) 2%[13]

## Patto con il diavolo
- Titolo originale: The Devil is Damned
- Diretto da: Lance Anderson
- Scritto da: Christopher Hollier e Julie Plec

### Trama
Finn tiene Marcel e Gia prigionieri, insieme agli altri vampiri, ormai ha capito che Hope è ancora viva e che Klaus ha usato la compulsione su Marcel per fargli credere che è morta. Finn ha l'inaspettata e felice visita di sua sorella maggiore Freya, i due si abbracciano. Hayley e Jackson continuano i preparativi del loro matrimonio, e Jackson fa una sorpresa alla sua futura sposa, una culla per Hope intagliata da lui. Kol rischia di morire per via della maledizione inflittagli da Finn, quindi chiede aiuto a Rebekah e Klaus, quest'ultimo usa i suoi poteri per entrare nella mente di Kol scoprendo del pugnale che stava preparando contro di lui, e che quindi segretamente cospirava alle sue spalle, dunque l'ibrido lo aggredisce, ma Kol con la sua magia lo mette in ginocchio e scappa. Freya rivela a Finn che Dahlia è viva, e che le fece un incantesimo per renderla immortale, facendola dormire per un secolo e farla svegliare una volta ogni cento anni, senza mai invecchiare. Freya non è preoccupata della maledizione della zia per la quale deve prelevare il primogenito di ogni Mikaelson, visto i suoi fratelli sono vampiri e non possono avere figli, ma Finn la contraddice perché Klaus è un ibrido ha avuto una figlia, così Freya decide di aiutarlo a trovarla. Finn obbliga Marcel a portargli il sangue di Hayley, con la minaccia di uccidere Gia e gli altri, inoltre telefona a Kol dicendogli che lo salverà se gli porterà il sangue di Klaus, infatti vuole localizzare Hope con il sangue dei genitori. Kol raggiunge Klaus e Rebekah, facendo perdere i sensi alla sorella, poi affronta Klaus e nel mentre gli rinfaccia il suo odio perché lui, Rebekah e Elijah lo hanno sempre trattato come un emarginato e che a nessuno di loro è mai importato di lui; Klaus ha la meglio su di lui, ma pur potendo ucciderlo lo risparmia, l'ibrido gli fa capire che non gli farebbe mai del male perché sono una famiglia, e che tutti hanno sofferto, ma che hanno bisogno l'uno dell'altro. Kol capisce di aver sbagliato e gli rivela che è stato Finn a orchestrare tutto, inoltre gli promette che starà dalla sua parte se Klaus si fiderà di lui e condividerà i suoi segreti con lui. Marcel raggiunge Hayley, ma non intende prendere il suo sangue perché non farebbe mai del male ad una bambina, intanto Finn manipola le menti di Gia e degli altri vampiri affinché aggrediscano i licantropi Alfa che presiedevano a una cerimonia prenuziale di Hayley e Jackson, quindi Marcel e Hayley li proteggono. Klaus, Rebekah e Kol cercano di raggiungere Finn, ma non lo trovano, Kol alla fine capisce che Hope è ancora viva, ma Finn non aveva bisogno del sangue di Klaus e Hayley, infatti voleva solo guadagnare tempo per localizzare Hope ed Elijah, conscio che la bimba è sotto la sua custodia. Kol decide di fare un incantesimo per sovraccaricare il potere di Finn, in modo da costringerlo a spezzare la canalizzazione di Mikael altrimenti morirà per l'eccesso di magia, in questo modo Finn, in qualunque caso, non potrebbe riuscire a fare del male alla nipote. Rebekah apprezza molto l'aiuto di Kol, che vuole fare tutto il possibile per salvare la piccola Hope, e il fratello le giura che la farà ritornare nel suo corpo. Finn trova Elijah nella casa dove tiene nascosta Hope, la quale è fuori con Camile, i due fratelli si affrontano distruggendo la casa, Elijah non riesce a tenergli testa a causa dei poteri magici di Finn, ma Kol con un incantesimo che attinge potere da Klaus, Rebekah e dagli oggetti magici del fratellastro (tra cui il paletto di legno della quercia bianca), riesce a sovraccaricare Finn, che deve annullare la canalizzazione e così perde il controllo sui vampiri, tra cui Gia, i quali riprendono la padronanza di se stessi. Klaus apprezza molto l'aiuto di Rebekah e Kol, affermando che Elijah aveva ragione nel dire che la famiglia è potere, inoltre Rebekah promette al fratello che lo salverà dall'incantesimo di Finn. Nonostante siano riusciti a salvare i licantropi, Hayley è conscia che sua figlia sarà sempre in pericolo, quindi intende anticipare il matrimonio per infondere al suo branco i suoi poteri, così che i lupi possano proteggere Hope. Elijah è ancora alle prese con il fratello, che non si è accorto che durante lo scontro una tubatura del gas si era danneggiata, dunque Elijah si toglie l'anello solare e espone la sua mano alla luce del sole, che prende fuoco, facendo esplodere il gas e di conseguenza la casa salta in aria. Proprio quando Camille stava ritornando a casa in auto con la piccola Hope, l'auto improvvisamente smette di funzionare, fermandosi di fronte alla casa, poco distante, e Camille la guarda esplodere, capendo che se l'auto non si fosse misteriosamente fermata all'improvviso, lei e Hope sarebbero arrivate a casa e sarebbero morte nell'esplosione, Camille poi guarda Hope e inizia a sospettare che probabilmente è stata la bambina a fermare l'auto con i suoi poteri, intuendo il pericolo.
- Guest star: Yusuf Gatewood (Vincent Griffith/Finn Mikaelson), Daniel Sharman (Kaleb Westphall/Kol Mikaelson), Nishi Munshi (Gia), Nathan Parsons (Jackson Kenner), Debra Mooney (Mary Dumas), Riley Voelkel (Freya Mikaelson), Maisie Richardson-Sellers (Eva Sinclair/Rebekah Mikaelson).
- Ascolti USA: telespettatori 1 220 000 – share (18–49 anni) 2%[14]

## Lo sposalizio
- Titolo originale: I Love You, Goodbye
- Diretto da: Matt Hastings
- Scritto da: Carina Adly MacKenzie e Michael Narducci

### Trama
Camille si dirige con Hope in un luogo in cui trovare un telefono pubblico così da poter avvertire qualcuno di ciò che era successo ad Elijah, ma quest'ultimo raggiunge la donna e la nipote e ripartono subito per arrivare il più presto possibile a New Orleans. Hayley dopo aver scoperto ciò che è successo decide di partire per riprendersi sua figlia, ma Klaus la convince a restare e a sposare Jackson perché sarà quello a rendere più sicura Hope. Nel Bayou Aiden e Jackson sono in riva al fiume, guardando i cadaveri degli Alfa morti il giorno precedente, quando arriva Klaus che porta come dono di nozze le teste dei lupi che non accettavano l'idea di togliersi gli anelli lunari che Finn aveva dato loro. Inoltre informa lo sposo che il matrimonio si sarebbe tenuto in casa Mikaelson. Nel frattempo a casa Mikaelson Hayley sceglie un vestito che potrebbe andar bene per il matrimonio, ma è Rebekah a dargliene uno dicendole che non aveva mai avuto la possibilità di indossarlo. Inoltre avverte la ragazza che non sarebbe potuta partecipare alla cerimonia perché Kol l'aveva chiamata per un caso urgente: infatti mentre terminava l'incantesimo per creare il pugnale d'oro contro Klaus in modo che Davina fosse in grado difendersi, viene nuovamente colpito dalla maledizione inflittagli da Finn perché in quello stesso momento Finn è stato riportato in vita da Freya, che lo ha resuscitato usando al ciondolo che gli aveva dato.
Josh e Aiden si incontrano. Il primo si scusa per aver aggredito Aiden, ma Aiden decide di allontanarsi da Josh perché crede che per lui sia più sicuro, almeno fin quando le cose non si fossero messe a posto. Jackson giunge in casa Mikaelson e con Hayley osservano i preparativi per la cerimonia, quando arriva Klaus che suggerisce loro di raggiungerlo. Infatti sono arrivati Cami, Elijah e la piccola Hope, quest'ultima inaspettatamente dato che Finn avrebbe potuto trovarla ancor più facilmente. Ma Klaus tranquillizza Hayley dicendole che nessun ospite non invitato alla cerimonia sarebbe potuto entrare, e che inoltre tutti i lupi avrebbero protetto la piccola. A quel punto Hayley si tranquillizza e va a prepararsi per l'imminente cerimonia. Intanto Kol e Rebekah stanno cercano un modo per fermare la maledizione ma Kol si rende conto che non c'è nulla da fare. Ciononostante la sorella non smette di provare a salvarlo. Hayley finisce di prepararsi quando arriva Elijah che vorrebbe esprimere ciò che prova per la ragazza, ma lei gli impedisce di farlo perché ormai è troppo tardi: lei avrebbe sposato Jackson non solo per un dovere verso il suo branco ma anche per amore, perché diversamente dall'Originale, Jackson non ha mai avuto problemi nell'esprimere i suoi sentimenti per Hayley. Jackson parla con Aiden dicendogli che non deve nascondere i sentimenti che prova per Josh. La cerimonia inizia e al termine tutti i lupi acquisiscono le stesse capacità e gli stessi vantaggi che ha Hayley. Klaus è soddisfatto, ma Elijah non pensa che il fratello abbia buone intenzioni quindi decide di controllarlo, infatti l'ibrido vorrebbe uccidere Jackson, allora Elijah lo accusa di volerlo fare solamente perché non è in grado di sopportare l'idea che Jackson sia una persona migliore e un padre migliore per Hope di quanto potrebbe mai essere lui, e poi gli fa capire che sarebbe uno sbaglio perché i licantropi non sarebbero mai fedeli a Klaus e ad Hayley se l'Ibrido Originale uccidesse l'Alfa del branco.
Rebekah e Kol vengono raggiunti da Davina che viene a conoscenza dell'imminente morte dell'Originale. Klaus, mentre la festa volge al termine, presenta a tutti Hope e li invita a proteggerla e a crescerla come una di loro, inoltre propone a Jackson di vivere con Hayley in casa Mikaelson, facendo intendere che ha deciso di non uccidere Jackson. Con questo annuncio però Elijah decide di lasciare casa sua e di andare a vivere con Marcel, aiutando quest'ultimo con la sua nuova comunità di vampiri. Durante la cerimonia Aiden bacia Josh in pubblico. Mentre è nella stanza di Hope a osservarla, Klaus viene informato da Elijah che i tentativi di salvare Kol sono falliti e che lui non supererà la notte. Così i tre raggiungono Kol e Davina nel cimitero Lafayette. Il fratello più giovane vorrebbe morire da solo, ma i suoi fratelli vogliono restargli accanto. Kol, prossimo alla morte, si dichiara felice perché tutto quello che ha sempre desiderato per mille anni è che i suoi fratelli tenessero a lui. Rebekah gli promette che consacrerà il suo corpo al suolo di New Orleans così che il suo spirito si riunisca alle streghe morte di New Orleans, sperando in questo modo che un giorno sarà in grado di riportarlo in vita, dal momento che le streghe di New Orleans restano legate alla terra.
Hayley parla con Jackson dicendogli che lei non è diventata sua moglie per obbligo, ma perché lo voleva dato che con lui si sente al sicuro, i due sposi alla fine si scambiano un romantico bacio.
L'episodio si conclude con Freya che informa Finn che Dahlia è talmente potente che perfino Esther in confronto a lei non è nulla, che la magia per lei è come un faro che la attira e che molto presto tornerà per riprendersi ciò che ritiene suo, cioè Hope, e che Hope non può essere tenuta nascosta perché Dahlia è attratta verso di lei dalla magia di Hope stessa.
- Guest star: Steven Krueger (Josh Rosza), Daniel Sharman (Kaleb Westphall/Kol Mikaelson), Colin Woodell (Aiden), Nishi Munshi (Gia), Nathan Parsons (Jackson Kenner), Debra Mooney (Mary Dumas), Riley Voelkel (Freya Mikaelson), Maisie Richardson-Sellers (Eva Sinclair/Rebekah Mikaelson).
- Ascolti USA: telespettatori 1 440 000 – share (18–49 anni) 2%[15]

## Il dubbio
- Titolo originale: They All Asked for You
- Diretto da: Chris Grismer
- Scritto da: Michelle Paradise

### Trama
Rebekah viene attaccata in un mercato di streghe da due stregoni, ma Marcel, che l'ha riconosciuta comunque, la salva. Rebekah capisce che gli stregoni non volevano lei, ma la strega di cui ha preso possesso e che la ragione dev'essere connessa al motivo per cui era stata rinchiusa nella villa Fauline. Marcel chiede aiuto ad uno stregone, Ruben, mentre consiglia ad Elijah di chiedere informazioni a Josephine LaRue, un'anziana e ricca strega che finanzia il manicomio Fauline. Josephine non vede di buon occhio i vampiri e concede qualche minuto solo perché Elijah porta con sé Gia, la quale suona un brano di musica classica col violino, strumento prediletto di Josephine, ex violinista a cui la madre ruppe le mani dopo aver scoperto che voleva fuggire con un jazzista. La donna non vuole comunque concedere alcun favore, ma Gia la insulta e, suonando un brano di musica jazz, impressiona la donna, che inizia ad apprezzare la ragazza. Ruben a Marcel e Rebekah e contemporaneamente Josephine a Marcel e Gia, iniziano rivelare la vera identità del corpo di cui Rebekah ha preso possesso. Si tratta di Eva Sinclair, una donna che rapì e uccise giovani innocenti streghe e stregoni per accrescere il suo potere. Elijah chiede diritto di occuparsi personalmente di lei, ma Josephine in cambio chiede Vincent, lo stregone che, prima di essere posseduto da Finn, faceva parte della loro congrega. Ruben, intanto, avvelena Rebekah con lo stramonio per uccidere Eva e fa svenire Marcel, ma Rebekah dichiara la sua identità e mette k.o. l'uomo, per poi curarsi, conoscendo l'antidoto. Klaus, intanto, propone di usare l'esercito di licantropi per trovare Finn, ma Jackson non intende assecondare tale idea, ma cambia opinione quando Hayley si dimostra d'accordo con l'ibrido. Jackson ordina ad Aiden di attaccare in massa Finn, mentre Aiden preferirebbe mandare pochi individui in piccoli gruppi per trovarlo. Klaus convince Aiden a fare come crede, ma gli dice di evitare di ordinare un attacco e di, invece, chiamare lui, in modo che non ci siano vittime. Finn torna alla tomba dove aveva nascosto Mikael ed Esther per canalizzarli nuovamente, ma prima Freya chiede un po' di tempo per parlare col padre, mentre preferisce lasciare la madre a marcire per averla abbandonata. Mikael, seppur riluttante a credere alle parole di Freya all'inizio, si dimostra assai felice di aver ritrovato la sua amata figlia. Mikael, in seguito, uccide il licantropo che perlustrava il cimitero con Aiden, ma prima che possa uccidere quest'ultimo Freya lo ferma e lo porta via. Aiden avverte Klaus, il quale giunge al cimitero e affronta Finn, riuscendo in breve a sopraffarlo, desideroso di ucciderlo per vendicare Kol e per aver tentato di uccidere Hope. Elijah lo ferma perché deve consegnare Vincent a Josephine, ma il dialogo tra i due viene interrotto da Freya, che sigilla l'anima di Finn nel suo ciondolo e libera così Vincent. Freya dice che il fratello che amava non avrebbe mai tentato di uccidere una bambina e addormenta Vincent, così che Elijah lo possa portare via. Freya dice ai fratelli minori di aver affidato la raccolta dei mezzi per uccidere Dahlia a Mikael. Klaus, conscio della malvagità del padre, se ne va disgustato. Hayley e Jackson, che non avevano ancora consumato il matrimonio, fanno l'amore, mentre Elijah e Gia fanno altrettanto. Eva Sinclair, durante il sonno, prende di nuovo possesso del suo corpo e di notte trova una coppia di adolescenti che si baciano. Uno lo uccide mentre il secondo lo canalizza incidendogli la fronte. Klaus, intanto, propone ad Aiden di prendere il posto di Jackson come Alfa.
- Guest star: Colin Woodell (Aiden), Nishi Munshi (Gia), Nathan Parsons (Jackson Kenner), Riley Voelkel (Freya Mikaelson), Maisie Richardson-Sellers (Eva Sinclair/Rebekah Mikaelson), Sebastian Roché (Mikael), Meg Foster (Josephine LaRue).
- Altri interpreti: Mark Hicks (Primo fornitore), Adam Fristoe (Ruben Morris), Parker Dawson Wierling (Ragazzo), Marisela Zumbado (Ragazza).
- Ascolti USA: telespettatori 1 400 000 – share (18–49 anni) 2%[16]

## Salva la mia anima
- Titolo originale: Save My Soul
- Diretto da: Kelly Cyrus
- Scritto da: Michael Russo

### Trama
Rebekah, che ha passato la notte a casa di Marcel, viene svegliata da un incubo e scopre che all'esterno si sono riuniti molti stregoni, capeggiati da Josephine, i quali accusano Eva, la strega di cui Rebekah abita il corpo, di aver rapito i loro figli. Marcel ed Elijah prendono le sue difese promettendo che troveranno il responsabile e rivelando che al momento è Rebekah a possedere quel corpo, anche se in effetti è stata proprio Eva a rapire quei ragazzi perché ogni tanto per brevi periodi riesce a riprendere il controllo del suo corpo. Klaus invita Freya nella sua villa con l'intento di scoprire quali sono le sue intenzioni, e di saperne di più su Dahlia. Intanto Marcel aiuta Vincent a riprendersi dall'essere stato posseduto da Finn Mikaelson per ben nove mesi, e inoltre gli chiede informazioni su Eva. intanto Freya racconta a Elijah, Rebekah e Klaus di come Dahlia creò un nuovo tipo di magia connettiva che ha aumentato i poteri di Freya permettendole contemporaneamente di canalizzarne la magia in modo da aumentare il proprio potere, e di come ha creato l'incantesimo che dona loro l'immortalità facendole dormire entrambe per un secolo durante il quale i loro poteri crescono, per poi svegliarsi per un solo anno prima di ricadere nel sonno. Il vero piano di Dahlia era quello di creare una stirpe di stregoni primogeniti Mikaelson per poterli usare per aumentare il proprio potere come aveva fatto con Freya, piano che fallì dopo che Esther trasformò i suoi figli in vampiri incapaci di concepire. Freya informa i suoi fratelli anche del fatto che Dahlia si è svegliata insieme a lei. Marcel presenta Vincent a Camille, la ragazza lo informa delle cose orribili che Finn ha fatto mentre era nel suo corpo e si guadagna la sua fiducia. Nel frattempo nel Bayou Aiden e Jackson si allenano, e Aiden mette in dubbio il diritto di Jackson di essere l'alfa dicendogli che deve sempre essere pronto a combattere perché se in lui si vedrà debolezza i lupi non lo considereranno più degno del titolo di alfa. Hayley assiste alla scena e non ci mette molto a capire che è stato Klaus a mettere Aiden contro Jackson. Elijah e Rebekah si fanno subito conquistare da Freya, la quale afferma di aver sempre voluto conoscerli per avere una vera famiglia, ma Klaus non si fida e le rompe l'osso del collo per mettere alla prova la sua immortalità. Elijah cerca di convincere Klaus a fidarsi di Freya, specialmente perché non ha scelta dato che avrà bisogno di lei per fronteggiare la zia. Rebekah viene condotta da Vincent, il quale confessa che Eva è sua moglie. Freya dopo ore si riprende e Klaus le chiede di essere onesta con lui, perché ha capito che non gli ha raccontato tutta la verità, Freya allora gli racconta che secoli prima si innamorò di un uomo, Mathias, lui la mise incinta, ma entrambi volevano che il piccolo fosse al sicuro da Dahlia e cercarono di ribellarsi a lei, ma Dahlia, che voleva usare il nascituro come fonte di potere come aveva fatto con Freya uccise Mathias, e Freya, mossa dalla disperazione e non volendo permettere alla zia di usare suo figlio come schiavo come aveva fatto con lei, si suicidò assumendo del veleno. Il bimbo morì, ma Freya si risvegliò ore dopo incolume, e fu allora che scoprì di non poter morire. Ed è per quello che vuole uccidere Dahlia, per vendicarsi e per poter essere libera. Klaus però non si fida ancora perché ritiene che Freya sia spinta da rabbia e paura e sia disposta a fare di tutto per sopravvivere e per liberarsi di Dahlia, e che per questo sia troppo imprevedibile e che possa mettere la sua sopravvivenza sopra la sicurezza di Hope.
Hayley intima a Klaus di non mancare mai più di rispetto a Jackson, e che deve smettere di vedere i lupi del suo branco come dei mezzi per raggiungere i suoi fini, ma Klaus le risponde che i lupi devono fare quello che dice lui, e che se qualcuno gli si opporrà le conseguenze saranno tremende. Vincent va a bere al bar con Camille e le dà un consiglio, quello di stare lontana da vampiri e streghe, ma lei è dell'idea che a New Orleans non si ottenga nulla stando da soli. Eva continua a tratti a riprendere il controllo del suo corpo, e nei momenti in cui lo fa rapisce e nasconde i giovani stregoni di New Orleans per canalizzare il loro potere, e tra essi c'è anche Davina.
L'episodio si conclude con Hope che dorme nella sua culla mentre qualcuno con la sua magia fa suonare il carillon che si trova nella sua stanza, ma la musica che esso produce era la stessa che canticchiava Dahlia.
- Guest star: Colin Woodell (Aiden), Nathan Parsons (Jackson Kenner), Riley Voelkel (Freya Mikaelson), Claudia Black (Dahlia), Maisie Richardson-Sellers (Eva Sinclair/Rebekah Mikaelson), Meg Foster (Josephine LaRue).
- Altri interpreti: Kristin Erickson (Dahlia da giovane), Elle Graham (Freya Mikaelson da bambina), Nate Lycan (Mathias), Marisela Zumbado (Ragazza).
- Ascolti USA: telespettatori 1 250 000 – share (18–49 anni) 2%[17]

## Dentro la mente di Eva
- Titolo originale: Exquisite Corpse
- Diretto da: Dermott Downs
- Scritto da: Declan de Barra e Diane Ademu-John

### Trama
Eva prende nuovamente il sopravvento su Rebekah e aggredisce Marcel, poi, nella villa dei Mikaelson, cerca di rapire Hope, ma Hayley e Klaus riescono a fermarla, dunque scappa. Marcel va da Vincent e gli chiede più informazioni riguardo Eva, lo stregone la conobbe quando erano molto giovani, poi si sposarono, ma lei iniziò a rapire i bambini delle congreghe del quartiere francese, quando lo scoprì si vide costretto a fermarla. Klaus chiede a Freya di aiutarlo a sconfiggere Eva, dato che ha bisogno di una strega molto potente, ma gli serve pure l'aiuto di qualcuno che conosca bene gli incantesimi di possessione, quindi lui e la sorella maggiore vanno nella cripta del cimitero di Lafayette, dove è sigillata Esther. Klaus, però, ammanetta Freya con le catene anti-magia, in modo che Freya non uccida la madre in preda alla collera. Quest'ultima è incredula nel rivedere sua figlia, la quale però non può fare a meno di rinfacciarle tutto il suo disprezzo per averla abbandonata e lasciata sola con Dahlia. Usando la compulsione su sua madre, che essendo ora un vampiro è soggetta ai suoi poteri, obbliga Esther a preparare l'incantesimo che Freya dovrà usare su Eva. Intanto Vincent e Marcel trovano Eva, la quale provoca Marcel dicendogli che ha rapito Davina, il vampiro, mosso dalla rabbia, obbliga la strega con le cattive a dirgli dove l'ha nascosta, ma Vincent prova a convincere Marcel a lasciare a lui il compito di convincere la moglie a confessare. Eva spiega al marito che i vampiri sono un pericolo per la comunità magica, è per questo che rapì quei bambini, per ottenere un potere così forte da contrastarli, persino superiore a quello del raccolto, infatti Eva vuole diventare la regina delle nove congreghe, e per farlo ha bisogno di un membro di ciascuna di esse, preferibilmente ragazzi giovani, dato che in loro il potere magico è più puro. Eva spiega che le streghe catturate sono vive e che non ha bisogno di ucciderle, ma solo di prendere un po' del loro potere per il rituale. Vincent alla fine sostiene la moglie, e con la sua magia mette Marcel al tappeto, e poi scappa via con Eva. Nella cripta, Esther consiglia a Klaus di non fidarsi di Freya, perché la rabbia che prova nei confronti di Dahlia, prima o poi, la spingerà a tradire l'ibrido. Per sconfiggere lo spirito di Eva, Freya dovrà attingere potere da Klaus, creando un legame psichico con lui, ma Klaus non si fida perché se ciò avvenisse sua sorella conoscerebbe ogni suo pensiero, tutta la sua vita e ogni sua strategia contro Dahlia, temendo che Freya possa riferirle alla zia, poi arriva Elijah che si offre volontario per prendere il posto di Klaus, ma quest'ultimo non è d'accordo, quindi Freya rompe le catene anti-magia grazie alla sua enorme quantità di potere e gli spezza l'osso del collo, facendogli perdere i sensi. Vincent e Eva rapiscono Josephine, l'ultima strega necessaria per completare i rappresentanti delle diverse congreghe, e poi la portano nel luogo dove Eva ha portato le altre streghe rapite, tra cui Davina, ma poi Vincent la tramortisce, e chiama Marcel, dicendogli dove trovarli, infatti il suo era un piano per trovare il nascondiglio dove la moglie teneva nascoste le streghe. Klaus, dopo aver ripreso conoscenza, parla con Esther e lei gli confessa che pensa spesso a come sarebbero state le loro vite se non avesse trasformato i suoi figli in vampiri, e che vorrebbe veramente il perdono di Klaus, ma lui la lascia sola nella cripta, dicendole che l'unico peccato che le ha perdonato è averli trasformati in vampiri, perché preferisce essere forte e invulnerabile. Dopo aver trovato Eva, Freya usa l'incantesimo datogli da Esther, che prevede come ancora Elijah, in questo modo Marcel e Vincent potranno entrare nella mente di Eva e salvare Rebekah, ma l'incantesimo non sarà facile dato che l'energia psichica di Eva, e la sua magia, ora sono collegate con quelle di Davina, Josephine e delle altre streghe da lei catturate. Freya dà a Vincent un coltello che lui porterà con sé, grazie alla magia di Freya, nel suo viaggio psichico all'interno della mente della moglie, così ucciderà il suo spirito. Vincent e Marcel entrano nella mente di Eva, ma lei ha la meglio su di loro, inoltre Freya fatica a mantenere in piedi l'incantesimo, ma poi arriva pure Klaus, che dà alla sorella il permesso di attingere forza anche da lui per salvare la sorella, infine Rebekah, nella mente di Eva, usando il coltello di Vincent, uccide lo spirito di Eva. Rebekah si risveglia e ora è lei ad avere il pieno possesso del corpo di Eva, anche le altre streghe si risvegliano, tra cui Davina, che Marcel abbraccia. Tornata alla villa di famiglia, Rebekah parla con Klaus e gli dice che non può tornare ancora nel suo vero corpo, perché ora la linfa vitale del corpo di Eva, che ora è animato solo dallo spirito di Rebekah, è collegata a quella di Davina e degli altri stregoni che Eva aveva rapito, e se lei tornasse nel suo vero corpo, loro morirebbero, inoltre ha bisogno di essere ancora una strega per riportare in vita Kol. Rebekah consiglia a Klaus di dare un po' di fiducia a Freya, perché ora hanno bisogno tutti di essere una famiglia, inoltre ringrazia suo fratello per l'aiuto. Freya viene acclamata dalle streghe del quartiere, per aver fermato Eva, inoltre Josephine le dice che ora lei può considerarsi un membro della comunità delle streghe. Vincent brucia la foto di lui insieme alla moglie. Klaus parla con Freya mentre i due sono al bar, e le dice che lui non si lascia abbindolare come gli altri, perché l'Ibrido Originale ha visto l'oscurità dentro di lei, poi Freya, con un tono minaccioso, gli dice di darci un taglio con le sue minacce, perché anche la sua pazienza ha un limite. A fine episodio Freya va a fare visita a sua madre nella cripta, rimarcando ancora una volta il suo odio per lei, ma dicendole pure che aveva ragione nel consigliare a Klaus di non fidarsi di lei, perché avendo capito che lei e il suo fratellastro non possono essere alleati, Freya rivolterà uno a uno tutti i membri della famiglia contro di lui, e dopo questa rivelazione, uccide Esther tramutando il suo corpo in un gruppo di storni morti.
- Guest star: Nishi Munshi (Gia), Riley Voelkel (Freya Mikaelson), Maisie Richardson-Sellers (Eva Sinclair/Rebekah Mikaelson), Meg Foster (Josephine LaRue), Sonja Sohn (Lenore Shaw/Esther).
- Altri interpreti: Callie McClincy (Rebekah Mikaelson da bambina), Marisela Zumbado (Ragazza).
- Ascolti USA: telespettatori 1 120 000 – share (18–49 anni) 2%[18]

## Padre e figlio
- Titolo originale: Night Has a Thousand Eyes
- Diretto da: Jesse Warn
- Scritto da: Ashley Lyle e Bart Nickerson

### Trama
Mentre Hayley e Jackson passeggiano per il quartiere insieme a Hope, le persone intorno a loro iniziano a mandare strani messaggi che fanno riferimento a Dahlia, infatti quelle persone sono sotto il suo controllo, anche Jackson (per un breve momento) si fa possedere da lei, e questo mette in allarme Klaus, dato che ormai è chiaro che Dahlia è a New Orleans. Klaus chiede a Davina di localizzare Mikael, in cambio le darà le ceneri di Kol, con le quali dovrebbe riportarlo in vita. Elijah chiede a Josephine di trasformare un vecchio jazz-club in un rifugio contro la magia, in questo modo dovrebbero proteggere Hope da Dahlia. Intanto Hayley, Freya e Rebekah, per localizzare Dahlia, fanno un incantesimo a Jackson, il quale, essendo stato posseduto da lei, anche se per poco, dovrebbe aiutarle a localizzare la sua magia, ma mentre Freya canalizza il potere di Rebekah per l'incantesimo, quest'ultima si rende conto che Dahlia trae potere dalla sorella, anche ora, e quindi Rebekah invita Freya a lasciare la villa per il bene di tutti. Dopo aver trovato Mikael, Klaus parla con lui in un bar, e lo convince a mettere da parte l'odio per lui, e di stringere un'alleanza per abbattere Dahlia, infatti il piano di Mikael è quello di far combattere Freya contro sua zia facendole usare i tre elementi con i quali sconfiggerla, ma Klaus lo convince a cambiare strategia, perché se Freya dovesse combattere contro Dahlia in prima persona, rischierebbe di morire, quindi Mikael decide di collaborare con Klaus, perché tutti e due hanno una cosa in comune, ovvero vogliono proteggere le loro figlie da Dahlia. Intanto Jackson convince Hayley a scappare via con lui da New Orleans, portando con loro Hope, perché in città non sarebbero al sicuro da Dahlia, inoltre Jackson ha studiato un percorso per scappare da Klaus, e chiede a Aiden di aiutarlo, ma lui non sa cosa fare, perché pur essendo fedele a Jackson, non vuole rischiare di provocare la collera di Klaus. Mentre Freya cammina da sola, Dahlia le si presenta davanti, e le dice che tutti i loro sforzi contro di lei saranno inutili, e che i primi ad avere un assaggio dei suoi poteri saranno Klaus e Mikael. Dunque Freya torna alla villa e avverte i suoi fratelli dell'imminente pericolo. Intanto Mikael fa vedere a Klaus i tre elementi con i quali uccidere Dahlia, le tre cose che la vincolano alla sua umanità: la terra della Norvegia, il suo luogo di nascita, poi le ceneri dei vichinghi, i suoi oppressori, e dunque fonte del suo odio, e per ultimo il sangue di Freya, la persona che più ha amato e che le ha spezzato il cuore. I due Originali riversano il potere dei tre elementi in un coltello. Il piano di Jackson e Hayley per scappare fallisce dato che Aiden, che doveva venire a prenderli con l'auto, sceglie di non aiutarli, quindi i due coniugi si vedono costretti a seguire Marcel nel rifugio anti magia. Klaus e Mikael affrontano Dahlia in una chiesa, lei vuole ciò che secondo lei le spetta, ovvero Hope, ma Klaus non è propenso a soddisfare le sue richieste, e dunque affronta sua zia con l'aiuto di Mikael, ma la strega è troppo potente, e li mette entrambi in ginocchio. Poi in loro soccorso arrivano Elijah e Freya, infine Klaus cerca di ucciderla con il coltello in cui ha riversato il potere dei tre elementi, ma Dahlia riesce a sottrargli l'arma e a distruggerla, per poi andarsene. Josh e Aiden, mentre sono al bar, discutono del tentativo di fuga fallito di Jackson, Aiden si è inventato la scusa che c'era traffico per giustificare a Jackson la sua assenza all'appuntamento, però capisce anche che allearsi con Klaus è stata una pessima idea. Klaus, Mikael, Elijah, Rebekah e Freya discutono su cosa fare per contrastare Dahlia, perché non possono usare più i tre elementi insieme per creare un'altra arma, infatti pur essendo facile procurarsi altra terra della Norvegia e altro sangue da Freya, non potranno più avere a disposizione altre ceneri di vichingo, poi Mikael insulta Klaus, il quale, mosso dalla rabbia, lo aggredisce, e gli chiede per quale motivo non lo abbia mai amato come Freya, anche prima di scoprire che non era suo figlio; Mikael non sa cosa dire, infatti afferma di averlo sempre detestato, senza una valida ragione, infine esprime l'amore che prova per Freya un'ultima volta, infine Klaus lo uccide con il paletto di quercia bianca, riducendo il corpo di Mikael in cenere, infatti ora Klaus possiede il terzo elemento necessario per uccidere Dahlia, dato che Mikael era l'ultimo guerriero vichingo rimasto. Freya, in collera con Klaus, piange la morte del suo amato padre. Dahlia incontra Josephine per usarla come messaggio intimidatorio e le guarisce le mani. Josephine capisce subito che Dahlia la ucciderà, e quindi le chiede di darle la possibilità di suonare il violino per l'ultima volta, infine, dopo aver suonato una breve melodia, Josephine viene uccisa da Dahlia, la quale le taglia la gola con l'arco del violino.
- Guest star: Sebastian Roché (Mikael), Steven Krueger (Josh Rosza), Colin Woodell (Aiden), Nathan Parsons (Jackson Kenner), Riley Voelkel (Freya Mikaelson), Claudia Black (Dahlia), Maisie Richardson-Sellers (Eva Sinclair/Rebekah Mikaelson), Meg Foster (Josephine LaRue).
- Altri interpreti: Quynh Thi Le (Cameriera), Kaileigh Bullard (Violinista), David Chattam (Fioraio).
- Ascolti USA: telespettatori 1 010 000 – share (18–49 anni) 1%[19]

## L'ultimatum
- Titolo originale: When the Levee Breaks
- Diretto da: Bethany Rooney
- Scritto da: Marguerite MacIntyre

### Trama
Josephine dopo la sua morte si presenta a villa Mikaelson e minaccia gli Originali dicendo loro che Dahlia si prenderà Hope perché lei le appartiene di diritto, quindi Klaus, Elijah e Rebekah capiscono che Josephine è manipolata dalla magia della strega e Klaus colpisce con violenza Josephine alla testa, decapitandola. Klaus nasconde i tre elementi necessari per uccidere la zia, Freya invece dà omaggio alla memoria di Mikael, con Rebekah a tenerle compagnia. Freya non riesce a perdonare Klaus per l'omicidio del padre, e non capisce perché Rebekah e Elijah si fidino di lui. Rebekah le dice che diversamente da lei loro non hanno conosciuto il Mikael di buon cuore che lei ricorda, e che la crudeltà di Klaus è solo il risultato dei maltrattamenti di Mikael.
Camille passa del tempo con Klaus in una caffetteria e gli chiede perché diffida di Freya, e lui risponde che a prescindere dal fatto che lei detesti Dahlia questo non cambia il fatto che forse col tempo sia diventata come lei; dato che anche lui odia Mikael e nonostante tutto è uguale a lui. Camille gli chiede se ha sofferto nell'ucciderlo, ma lui risponde di no e le dice chiaramente che lui non è una brava persona.
Hayley e Jackson sono decisi più che mai a scappare nel Bayou con Hope, ma devono nascondersi da Dahlia e Hayley capisce che la strega non troverà mai la piccola se lei tiene nascosti i suoi poteri, e per questo servono le manette speciali anti magia di Klaus. Quindi Aiden riesce a rubarle Klaus e le consegna a Jackson che chiede a Davina, di trasferire il potere delle manette ad un oggetto più piccolo che Hope possa portare con sé: un braccialetto.
Aiden decide di essere onesto con Jackson e dirgli che aveva agito alle sue spalle su ordine di Klaus e di andarsene poi da New Orleans, e convince Josh a venire via con lui. Mentre Aiden si appresta a lasciare New Orleans dopo aver parlato con Jackson, arriva Dahlia che lo uccide e sfigura il suo cadavere per farlo apparire come vittima di un ibrido; poi arrivano Davina e Josh che trovano il suo corpo.
Jackson va da Klaus accusandolo della morte del suo amico, infatti Dahlia prima di uccidere il giovane licantropo, aveva lasciato sul suo corpo delle ferite per far credere a tutti che fosse Klaus l'assassino. Klaus però non si difende dalle accuse nonostante sia innocente e inoltre rimprovera Jackson di essere un pessimo capobranco. Jackson colpisce Klaus con un pugno allora Elijah interviene minacciando di morte Jackson, ma sua moglie lo difende.
Dopo aver appreso quello che è successo Rebekah esprime a Marcel la sua delusione sul suo fratellastro e dice che Klaus avvelena tutto ciò che tocca, e in quel momento arriva Davina in lacrime. Marcel consola la giovane strega e lei dà a Marcel il pugnale d'oro che Kol aveva incantato per neutralizzare Klaus, affermando che ormai l'Ibrido Originale ha perso completamente il controllo e va fermato.
Camille parla con Klaus e lui le confessa di essere innocente ma che preferisce che tutti pensino che sia stato lui a uccidere Aiden, così avranno più paura di lui e in questo modo nessuno si opporrà al suo volere.
Hayley informa Elijah che ha deciso di scappare e che Marcel aiuterà lei e Jackson nella fuga, e chiede a Elijah di tenere occupato suo fratello. Più tardi Elijah scopre dove Klaus ha nascosto gli elementi per uccidere Dahlia: nei suoi dipinti. Raggiunto dal fratello, lo informa che Hayley e Jackson sono scappati con Hope facendogli capire che lui li ha aiutati, dato che Klaus non è capace di difendere sua figlia. Mosso dalla rabbia l'ibrido attacca suo fratello maggiore, ma Elijah pugnala Klaus con l'arma che Kol aveva creato e il pugnale d'oro ha su Klaus lo stesso effetto che i pugnali d'argento hanno sugli altri Originali. Il corpo privo di coscienza di Klaus viene adagiato su una bara.
- Guest star: Steven Krueger (Josh Rosza), Colin Woodell (Aiden), Nathan Parsons (Jackson Kenner), Riley Voelkel (Freya Mikaelson), Claudia Black (Dahlia), Maisie Richardson-Sellers (Eva Sinclair/Rebekah Mikaelson), Meg Foster (Josephine LaRue).
- Altri interpreti: Javier Carrasquillo (Licantropo Kurt).
- Ascolti USA: telespettatori 1 300 000 – share (18–49 anni) 2%[20]

## La verità di Dahlia
- Titolo originale: City Beneath the Sea
- Diretto da: Leslie Libman
- Scritto da: Carina Adly MacKenzie e Charlie Charbonneau

### Trama
Dahlia, con un incantesimo, fa sì che la coscienza di Klaus (che è ancora privo di conoscenza a causa del pugnale d'oro) entri nella mente della zia. Lei gli fa vedere il suo passato, quando lei e Esther erano giovani e unite, avevano fatto un giuramento analogo a quello che fecero lui e i suoi fratelli, "sempre e per sempre", ma le loro vite cambiarono quando i vichinghi distrussero il loro villaggio rapendo entrambe le sorelle. Intanto Freya fa capire a Elijah che serve Hope per attirare Dahlia in una trappola, ma lui non vuole mettere in pericolo la sua nipotina e pensa che Klaus avesse ragione su di lei. Hayley e Jackson sono nel Bayou insieme alla piccola e al branco, i lupi sono occupati con i preparativi per la cerimonia funebre di Aiden. Marcel chiede a Vincent di aiutare Rebekah a sciogliere il legame creato da sua moglie, che fa sì che la sua vita, sia legata a quella di Davina e a quella delle altre streghe che Eva aveva rapito. Dahlia, nella sua mente, fa vedere a Klaus altri ricordi, quando i vichinghi catturarono lei e Esther, permisero a quest'ultima di vivere una vita comoda, ma in cambio Dahlia avrebbe usato le sue arti magiche per servirli, Dahlia decise di scappare con sua sorella, ma lei non voleva venire dato che si era innamorata di uno dei vichinghi, Mikael, il quale le aveva chiesto di sposarla, quindi decise di rimanere con lui, e questo ferì Dahlia dato che sua sorella preferì a lei il guerriero vichingo che distrusse il loro villaggio uccidendone gli abitanti. Per attirare Dahlia in una trappola è necessario il potere di Hope, dunque riverseranno il suo sangue in una bambola fatta di argilla, che dovrebbe quindi replicare il potere della piccola, quindi Elijah va nel Bayou e chiede a Hayley un po' del sangue di Hope. Camille confessa la verità, cioè che Klaus è innocente, perché non è stato lui a uccidere Aiden, ma questo non cambia nulla perché, almeno finché Dahlia non sarà morta, è meglio che Klaus rimanga fuori combattimento, altrimenti la sua ira per il tradimento subito sarà devastante. Dahlia, nella sua mente, dice a Klaus che il modo in cui Esther la tradì non è diverso dal modo in cui i suoi fratelli hanno appena tradito lui, poi gli fa vedere un altro ricordo, su Freya, quando lei, arrabbiandosi, arrivò quasi a perdere il controllo, ma Dahlia riuscì a tenerla a bada, la strega rivela a Klaus che nella loro famiglia le streghe primogenite hanno un potere enorme, come quello di Dahlia e Freya, ma che quello di Hope sarà persino superiore a quello della zia, perché in lei c'è pure il potere del vampiro e del lupo, e che solo un'altra primogenita della famiglia può insegnarle come controllarlo, altrimenti, una volta cresciuta, la sua furia potrebbe radere al suolo New Orleans e annientare persino Klaus. Dahlia promette a Klaus che se lui le consegnerà Hope, permetterà all'Ibrido Originale di crescerla con lei, e Dahlia le insegnerà a controllare la sua magia, poi la donna dona a Klaus un po' di energia, con la quale l'Originale si libera, estraendo il pugnale d'oro dal suo corpo. Il piano di Elijah di replicare il potere di Hope con il suo sangue e la bambola di argilla e condurre Dahlia in una trappola sta per compiersi, ma Vincent è dell'opinione che non funzionerà, perché Dahlia non ci cascherà, sostenendo che serve un cuore pulsante per indurla in inganno, quindi Elijah decide di iniettare con una siringa il sangue di Hope nel corpo di Freya, in questo modo Dahlia non capirà la differenza. Alla palude Jackson ripensa ai momenti che passò da bambino con Oliver e Aiden, e di come fossero tutti e tre uniti, e quindi dice alla moglie che una volta uccisa Dahlia, dovrà scegliere se stare con lui e i lupi, o con i Mikaelson, perché già troppi membri del branco sono morti per colpa dei Mikaelson, e lui non può tornare a vivere sotto lo stesso tetto di Klaus dopo tutto il male che ha portato al branco. Hayley gli dice che lui, Hope e i lupi sono la sua vera famiglia quindi sceglie il marito. Josh, ancora distrutto per la morte del suo amato Aiden, decide di lasciare New Orleans, dunque Marcel, capendo che il suo amico ha bisogno di cambiare aria, decide di lasciarlo andare via senza opporsi. In riva al fiume si celebra il funerale di Aiden con un rito dei Mezzaluna, anche Josh prende parte alla cerimonia. Vincent dice a Davina che con la morte di Josephine ora serve un nuovo reggente per le nove congreghe, ovvero una strega che possa contare sulla conoscenza degli spiriti delle streghe del quartiere, e che vogliono dare a lui questo incarico, ma Vincent non è interessato alla cosa dato che vuole chiudere tutti i ponti con la magia, quindi offre a Davina il suo posto, spiegandole che la quantità di magia che riceverà sarà tale da permetterle di far tornare Kol in vita. Hayley lascia un messaggio nella segreteria del cellulare di Elijah, dicendogli che le dispiace, ma che anche se sconfiggessero Dahlia, sarebbero sempre Klaus e il suo stile di vita il più grande pericolo di Hope, e che lei e la sua bambina non torneranno a vivere con loro alla villa, perché non vuole che lei e la sua bambina siano parte della famiglia Mikaelson, sostenendo che entrambe meritano di meglio. Elijah e Rebekah sentono il messaggio, e quest'ultima le dà ragione. Anche Klaus, appena ripresosi, ascolta il messaggio e le parole di Rebekah, che lo lasciano sconvolto, quindi va da Dahlia e le dice che è pronto a stringere un'alleanza con lei e che Hayley pagherà per aver deciso di portargli via sua figlia e che il resto della famiglia, schierato dalla sua parte, subirà tutta la sua collera. Dahlia generà una tempesta di pioggia per impedire ad Hayley di spostarsi dal Bayou.
- Guest star: Steven Krueger (Josh Rosza), Colin Woodell (Aiden), Nathan Parsons (Jackson Kenner), Riley Voelkel (Freya Mikaelson), Claudia Black (Dahlia), Maisie Richardson-Sellers (Eva Sinclair/Rebekah Mikaelson), Hayley McCarthy (Esther da giovane).
- Altri interpreti: Corey Maher (Capo vichingo), Kristin Erickson (Dahlia da giovane), Javier Carrasquillo (Licantropo Kurt), Kinsey Kunkel (Dahlia da bambina), Morgan Hinkleman (Esther da bambina), Tanner Fontana (Nick).
- Ascolti USA: telespettatori 1 200 000 – share (18–49 anni) 2%[21]

## Occhio per occhio
- Titolo originale: Fire with Fire
- Diretto da: David Straiton
- Scritto da: Michael Narducci

### Trama
Klaus, arrabbiato più che mai, si lascia dietro una scia di cadaveri per nutrirsi e riacquistare le forze. Dopo il risveglio di Klaus, tutti sono in allarme, Gia va a trovare Elijah, ma lui, dopo averla baciata, le dice di stargli lontano, almeno per il momento. Vincent convince Davina ad accettare il titolo di reggente delle nove congreghe, dato che la sua magia aumenterebbe, e ciò le permetterebbe di riportare in vita Kol, inoltre potrebbe apportare delle migliorie alla congrega, dettando nuove leggi. Elijah e Rebekah scoprono che Klaus è libero e temono le ritorsioni della sua collera. Dopo aver appreso che Klaus si è risvegliato, Hayley decide di scappare via dal Bayou con Hope e i lupi del branco, compresi Jackson e Mary, decidono di seguirla nonostante non siano costretti. Dahlia e Klaus intendono attuare la prossima mossa, l'ibrido vuole farla pagare a coloro che lo hanno tradito, usando i loro affetti e amori contro loro stessi, mentre per Hayley ha in mente una punizione peggiore della morte. Klaus va da Marcel e aggredisce sia lui che Gia, facendo perdere a entrambi molto sangue, in questo modo smaltiscono la verbena, e lui può manipolare le loro menti, inoltre Klaus era andato da Marcel per prendere una cosa di cui ha bisogno. Hayley e il branco continuano a viaggiare, Hayley è felicemente sorpresa nel vedere come i lupi le siano così fedeli, infatti lei li considera la famiglia che ha sempre desiderato e rinnega i Mikaelson nuovamente. Vincent prova a convincere le streghe ad accettare Davina come reggente, la giovane ragazza conquista la loro fiducia facendo notare che loro non hanno mai combattuto contro un vampiro, mentre lei ha affrontato i Mikaelson, riuscendo più volte a sopravvivere. Elijah si appresta a mettere in piedi il suo piano per uccidere la zia, la quale si presenta nella villa dei Mikaelson e, grazie a un incantesimo di Rebekah, Freya, che si trova dirimpetto a Dahlia, dà veramente l'impressione di tenere in braccio Hope, che in realtà è la bambola fatta con l'argilla, attirando Dahlia in una trappola. Marcel, che è sotto il controllo di Klaus, aggredisce Rebekah, e l'incantesimo viene annullato, e Dahlia capisce che quella era solo una trappola, Elijah prova ugualmente a ucciderla, ma Klaus interviene e affronta suo fratello, inoltre manipola la mente di Gia e la costringe a togliersi l'anello solare, infine Gia muore sotto gli occhi di Elijah bruciata dal sole. Elijah, colmo di collera, attacca Klaus, ma quest'ultimo sconfigge suo fratello maggiore affondando nel suo corpo il pugnale di Papà Tunde, inoltre ordina a un Marcel riluttante di tenere Rebekah prigioniera e di ucciderla nel caso tentasse la fuga, e lui pur non volendo eseguire i suoi ordini è costretto a farlo. Klaus e Dahlia, dopo che quest'ultima fa cadere Freya in uno stato di sonno, la portano via con loro. Camille arriva alla villa e prova a convincere Klaus a non fare altri sbagli, ma lui la morde al collo. Hayley si accampa con il branco e mentre discute con Jackson sul luogo in cui possono nascondersi, alla fine confessa al marito di amarlo. Poi arriva Klaus, intento a riprendersi Hope, quindi Jackson e Hayley lo affrontano insieme e sembrano metterlo in difficoltà, ma Klaus si libera di entrambi scagliandoli via con un braccio solo, poi arriva Dahlia che trasforma Hayley in un lupo, infatti Klaus aveva preso a Marcel l'incantesimo che lui impose ai lupi anni prima, che li obbligava a vivere per sempre nella loro forma di bestia, per poi farli tornare umani solo nelle notti di luna piena, Dahlia ha modificato l'incantesimo per Hayley e, nonostante sia un ibrido che può controllare la trasformazione, la ragazza non riesce a opporsi alla magia della strega, quindi torna a essere un lupo, inoltre anche gli altri licantropi del branco diventano lupi visto che a causa del rito della cerimonia nuziale di Hayley e Jackson, tutti loro hanno le stesse capacità di Hayley, e come lei pure loro sono soggetti alla maledizione. Hayley, Jackson, Mary e tutti gli altri licantropi diventano lupi, e Klaus riesce a vendicarsi di Hayley per aver cercato di portarle via sua figlia. Davina, dopo aver ufficializzato il tutto con una cerimonia, diventa la nuova reggente, promettendo alle streghe che non saranno più vittime dei vampiri. Rebekah è ancora prigioniera di Marcel, ma capisce che Klaus non permetterebbe mai che lei muoia, quindi, ricordando che la madre voleva distruggere il suo corpo di vampira originale, capisce che Klaus vuole che lei muoia nel corpo di Eva, in questo modo la sua anima tornerà nel corpo originale e tornerà ad essere quella di sempre. Rebekah, così, si trapassa la gola. Klaus e Dahlia si riprendono Hope, adesso Dahlia dovrà fare un incantesimo per sciogliere Freya dalla maledizione dell'immortalità non attingendo più potere da lei, e poi sostituirla con Hope, prendendo potere dalla piccola legando la sua forza vitale alla sua, ma Klaus le propone un'alternativa, attingere potere da Hope, ma legare la sua energia vitale a quella di Klaus, l'ibrido immortale, così Dahlia sarà immortale a sua volta senza però dover dormire per un secolo. Alla villa Mikaelson, Camille si risveglia, Klaus non l'aveva uccisa, lei poi estrae dal corpo di Elijah il pugnale di Papà Tunde, e gli dice che tutto questo fa parte di una messa in scena di Klaus per far abbassare la guardia a Dahlia e ucciderla, dato che Elijah con il suo piano avrebbe fallito, infatti loro non possedevano tutti e tre gli elementi necessari per uccidere Dahlia come credevano, ne manca uno, il sangue della strega che Dahlia ha amato di più, che non è Freya.
- Guest star: Nishi Munshi (Gia), Nathan Parsons (Jackson Kenner), Riley Voelkel (Freya Mikaelson), Claudia Black (Dahlia), Maisie Richardson-Sellers (Eva Sinclair/Rebekah Mikaelson), Debra Mooney (Mary Dumas).
- Altri interpreti: Javier Carrasquillo (Licantropo Kurt), Nina Repeta (Melinda), Donny Boaz (Uomo), Allie McCulloch (Donna).
- Ascolti USA: telespettatori 1 140 000 – share (18–49 anni) 2%[22]

## Cenere alla cenere
- Titolo originale: Ashes to Ashes
- Diretto da: Matt Hastings
- Scritto da: Christopher Hollier e Diane Ademu-John

### Trama
Dahlia esegue il rito sciogliendo il legame che univa lei a Freya e legando la sua forza vitale a Klaus, ma così cade nella trappola dell'Ibrido Originale, che si pugnala al cuore con il pugnale d'oro così che entrambi cadono in stato di incoscienza. Freya è finalmente libera dal vincolo dell'immortalità e dunque si risveglia. Elijah viene informato da Camille del piano di Klaus e raggiunge Freya, spiegandole che Klaus ha scoperto che per uccidere Dahlia è necessario il sangue di Esther invece del suo. I due portano Hope a casa Mikaelson, insieme ai corpi privi di conoscenza di Klaus e Dahlia. Rebekah, risvegliatasi nel suo corpo originale, si ricongiunge con Freya ed Elijah e i tre discutono su cosa fare. Infatti nonostante Dahlia non sia cosciente la sua magia sta facendo liquefare il pugnale d'oro, così Klaus si risveglierà e Dahlia con lui. Freya propone di uccidere Klaus con il paletto di quercia bianca così anche Dahlia morirebbe dato che la sua forza vitale è legata a quella dell'ibrido, ma Marcel dissente perché così facendo morirebbero anche i vampiri che discendono da Klaus, lui compreso. Elijah sa che l'unico modo per uccidere Dahlia è procurarsi il terzo elemento, il sangue di Esther. Davina intanto è diventata la reggente e, usando il potere degli antenati, è decisa a riportare in vita Kol usando le sue ceneri e l'elemento terra. Rebekah parla con Elijah trovando sbagliato il fatto che Klaus abbia ucciso Gia e abbia maledetto Hayley. Inoltre sostiene che è colpa di Klaus se Elijah non ha mai avuto l'occasione di stare insieme a Hayley e che lui non ha più niente per colpa del loro fratellastro.
Rebekah va da Davina e le chiede di riportare in vita Esther con le sue ceneri perché solo così potranno avere il suo sangue per uccidere Dahlia, ma Davina rifiuta perché ha a disposizione un solo tentativo e vuole usarlo solo per far risorgere Kol, quindi spezza il collo a Rebekah con la magia e procede con l'incantesimo per riportare in vita Kol. Ma con sua grande sorpresa si rende conto di aver riportato in vita Esther. Elijah le spiega che mentre lei parlava con Rebekah, lui aveva scambiato le ceneri del fratello con quelle della madre. Rebekah promette a Davina che troveranno un modo per resuscitare Kol e le fa perdere i sensi.
Freya decide di uccidere Klaus con il paletto di quercia bianca, ma esita perché non vorrebbe doverlo dal momento che i Mikaelson sono la famiglia che ha sempre desiderato, ma il pugnale d'oro è ormai completamente liquefatto, quindi Klaus si risveglia e le ferma la mano, chiamandola finalmente "sorella". Pochi istanti dopo anche Dahlia si risveglia e ruba il paletto, informando Klaus che ha sciolto il legame che univa le loro energie vitali, quindi ora può uccidere l'ibrido senza problemi ma, proprio quando si appresta a uccidere Klaus con il paletto, Marcel lo salva. Dopodiché Dahlia fugge, portando via con sé Freya e una goccia del sangue di Hope, necessario per fare l'incantesimo che avrebbe connesso Hope a lei e le avrebbe permesso di attingere ai suoi poteri magici.
Davina è furiosa con i Mikaelson perché le hanno impedito di riportare in vita Kol, e Marcel le dà ragione perché troppe persone sono morte per colpa loro, ma le domanda di aiutarli a trovare Dahlia così che lui e Josh possano sopravvivere per combattere un altro giorno.
Dopo aver ammanettato Esther con le manette anti-magia e aver preso il suo sangue, Elijah litiga con Klaus per quello che ha fatto a Gia e ad Hayley, l'ibrido afferma di aver fatto tutto ciò per guadagnarsi la fiducia di Dahlia e ingannarla ma Elijah non gli crede perché è consapevole che Klaus si è comportato così anche per soddisfare la sua sete di vendetta, ma Klaus gli ricorda che è stato lui a pugnarlo permettendo ad Hayley di tentare di portargli via per sempre la figlia. Poi Klaus definisce Gia e Hayley dei "danni collaterali" provocando l'ira di Elijah, che lo colpisce e gli dice che quando uccideranno Dahlia lui avrà chiuso con suo fratello.
Camille è al bar insieme a Vincent per badare ad Hope mentre Klaus e gli altri vanno a salvare Freya, e confessa allo stregone di provare dei sentimenti complicati per Klaus e che è consapevole che lui la ricambia. Inoltre afferma che Vincent dovrebbe rimanere a New Orleans per prendersi cura di Davina e istruirla perché ora possiede tanto potere e potrebbe usarlo per scopi sbagliati.
Dahlia porta Freya in un vecchio edificio per ucciderla, ma gli Originali arrivano in soccorso della sorella insieme a Esther. Dahlia polverizza il paletto di legno della quercia bianca e costringe gli Originali a inalarne la polvere, i quali cominciano immediatamente ad agonizzare bruciando dall'interno. Dopodiché si appresta a uccidere Freya, ma Esther protegge sua figlia strangolando la sorella maggiore con la catena delle manette anti-magia, distraendola. Allora Freya con la sua magia rompe il cerchio creato da Dahlia e espelle la polvere della quercia dal corpo dei suoi fratelli, salvandoli, e Klaus riesce a uccidere Esther e Dahlia trafiggendole entrambe con la lama incantata coi tre elementi.
In un prato chissà dove oltre la morte, Esther e Dahlia, nuovamente giovani e abbigliate con gli abiti della loro epoca, si riconciliano ed Esther si scusa per averla abbandonata, perché vedendo come i suoi figli si sono uniti ha compreso finalmente quanto dolore il suo abbandono avesse arrecato a Dahlia.
Tutto sembra risolversi per il meglio, Klaus decide di restituire a Marcel il controllo dei vampiri del quartiere per farsi perdonare, così lui potrà prendersi cura di Hope. Sia Marcel che Davina decidono di tenere le distanze dai Mikaelson, inoltre Marcel ed Elijah danno a Gia un degno saluto dando fuoco ai suoi resti. Freya, ormai mortale e libera, decide di aiutare Klaus a prendersi cura di Hope ed educarla a controllare la sua magia dato che entrambe sono primogenite della famiglia. Inoltre mostra a Rebekah il corpo di Eva, spiegandole di aver rimarginato la ferita sul collo che lei si era provocata per uccidere il corpo di Eva e tornare nel suo corpo originale e le dice che ora ha una scelta, può tornare nel corpo di Eva o restare nel suo corpo originale. Rebekah sceglie di tornare nel corpo di Eva, almeno finché non troverà il modo di riportare in vita Kol e poi chissà, però si porta dietro il suo corpo originale in una bara, e non è chiaro se sarà una sistemazione definitiva o temporanea. Inoltre decide di andarsene da New Orleans, ma non prima di rimproverare Klaus perché nonostante lui sostenga che tutto ciò che ha fatto è stato per il bene della famiglia, questo non cambia che per colpa sua la famiglia ora è a pezzi: Kol è ancora morto, Elijah lo odia e Hayley è bloccata in forma di lupo e non può più restare accanto alla sua bambina. Rebekah va a salutare Marcel e i due si baciano, poi lascia la città.
Durante una notte di luna piena, Hayley torna umana. Elijah va a trovarla e le dice che troverà un modo per liberarla dalla maledizione di Dahlia. Comunque, Hayley lo prega di restare accanto a Hope perché non vuole che lei cresca stando solo a contatto con la malvagità di Klaus.
Quest'ultimo si incontra con Camille in un bar e le dice che anche se non l'avesse incontrata al bancone del locale la sera che tornò a New Orleans, l'avrebbe conosciuta comunque, come se fosse stato nel suo destino trovarla.
L'episodio si chiude con Klaus che racconta ad Hope la favola dei Mikaelson, di come anche quando tutto sembra perduto, per i Mikaelson non giunge mai veramente la fine. Nonostante la sofferenza per l'astio di Elijah e il secondo abbandono di Rebekah, Klaus è felice di avere di nuovo la figlia tra le braccia.
- Special guest star: Claire Holt (Rebekah Mikaelson).
- Guest star: Alice Evans (Esther), Riley Voelkel (Freya Mikaelson), Claudia Black (Dahlia), Maisie Richardson-Sellers (Eva Sinclair/Rebekah Mikaelson), Hayley McCarthy (Esther da giovane).
- Altri interpreti: Kristin Erickson (Dahlia da giovane).
- Ascolti USA: telespettatori 1 190 000 – share (18–49 anni) 2%[23]